# Lauttasaari
Vous lisez un « article de qualité » labellisé en 2007.
Lauttasaari, terme finnois signifiant en français « Île du Bac », en suédois Drumsö, est une île du golfe de Finlande située à l'ouest du centre-ville d'Helsinki, la capitale finlandaise. Elle constitue avec quelques îlots avoisinants un quartier et un district de cette municipalité, dont elle dépend administrativement. Avec plus de 20 000 habitants, c'est la deuxième île la plus peuplée du pays.
Initialement peu peuplée et rurale, elle connaît à partir des années 1930 une importante urbanisation, et dès les années 1950 une lourde industrialisation qui en fait un important quartier ouvrier. Elle a connu des mutations majeures au cours des années 1990 avec la fermeture de la plupart des industries et s'est transformé progressivement en un quartier résidentiel à la population aisée.
L'île est aujourd'hui un quartier ayant une très forte identité et  gardant la nostalgie de l'époque où elle n'était pas encore intégrée à la ville d'Helsinki, mais reflétant également largement les mutations actuelles de la capitale finlandaise.

## Géographie

### Situation
Lauttasaari est une île de l'archipel d'Helsinki baignée par les eaux du golfe de Finlande, un golfe de l'océan Atlantique au nord-est de la mer Baltique. Elle s'inscrit au centre d'un large bras de mer composé de quatre baies se succédant l'une à l'autre, à savoir Keilalahti, Laajalahti, Seurasaarenselkä et Lauttasaarenselkä. Lauttasaari ferme l'accès de la troisième et détermine la forme de la dernière, située plus au sud, avec la côte ouest d'une péninsule voisine.
Sur la péninsule en question se trouve le centre-ville d'Helsinki, la capitale de la Finlande, un pays nordique appartenant à l'Union européenne. Lauttasaari se trouve ainsi immédiatement à l'ouest de quartiers très urbanisés et n'en est séparée que par un détroit appelé Lauttasaarensalmi en finnois. Il est large de 320 mètres seulement en son point le plus étroit.
Dans les autres directions, les terres les plus proches sont d'autres îles de l'archipel. Au nord, Kaskisaari n'est qu'à soixante mètres de distance, Lehtisaari à 300 mètres et Seurasaari à 1,1 kilomètre. Au sud, l'île de Melkki, visible sans aucune difficulté, et quelques petits rochers forment un abri partiel face aux eaux du golfe de Finlande. Enfin, à l'ouest se trouvent les îles de Koivusaari, Hanasaari, Tiirasaari et Mäntysaari ainsi que la rive orientale de la ville d'Espoo. Située à 1 500 mètres, celle-ci abrite Keilaniemi, un quartier où se trouve le siège social de Nokia.
L'île de Lauttasaari constitue avec quelques-unes des petites îles avoisinants (Koivusaari, Tiirasaari, Mäntysaari et Käärmeluodot) le district de Lauttasaari qui relève de la municipalité d'Helsinki. Du point de vue de cette dernière, ce district est situé à l'extrémité sud-ouest de la commune.

### Topographie

Carte du district de Lauttasaari.

La superficie du district de Lauttasaari est de 3,75 km2, l'île de Lauttasaari en représentant près de 90 % soit 3,3 km2.
L'île de Lauttasaari se présente sous la forme d'un L inversé, la péninsule de Vattuniemi pointant vers le sud, d'une longueur maximale nord-sud de deux kilomètres et demi et d'une largeur est-ouest généralement inférieure au kilomètre mais atteignant au maximum deux kilomètres. Le point culminant de l'île est le Myllykallio (en français « La Roche du Moulin », qui tire son nom du moulin du manoir qui occupait le sommet au cours du XIXe siècle), une colline de 31 mètres d'altitude située dans l'ouest de l'île. Ses côtes totalisent dix kilomètres de longueur et sont majoritairement rocheuses. Seules deux petites plages de sable se trouvent sur l'île, l'une au fond de la principale baie de la côte occidentale et l'autre à l'extrémité sud.
Les autres îles du district, Koivusaari (reliée par une chaussée à l'île de Lauttasaari), Tiirasaari, Mäntysaari et les Käärmeluodot, sont situées à l'ouest de Lauttasaari et aucune ne dépasse sept hectares de superficie. Les îles inhabitées situées plus au sud en direction de la pleine mer comme celle de Melkki sont quant à elles rattachées au district d'Ullanlinna. L'îlot appelé Hattu devient parfois une presqu'île lors de basses eaux.
L'île de Lauttasaari possède de nombreux caps et presqu'îles qui forment quelques baies dont certaines ont été aménagées en port : Hevosenkenkälahti (la plus grande), Länsilahti, Lemislahti, Lohiapajanlahti (le principal port) et Riihilahti.

### Climat et hydrologie
Comme toute la partie Sud de la Finlande, Lauttasaari est soumise à un climat continental légèrement radouci par des influences océaniques. La pluviométrie est relativement modérée avec presque 700 millimètres de précipitations par an tombant majoritairement à l'automne (courbe bleue du diagramme climatique). Les températures dépassent les 17 °C de moyenne en juillet et descendent en dessous de −6 °C en février avec une moyenne annuelle légèrement inférieure à 5 °C (courbe rouge du diagramme climatique). Ces conditions climatiques font que la neige est relativement peu abondante en hiver, ne dépassant que rarement une couche de trente centimètres. La mer gèle chaque hiver à proximité de l'île pendant plusieurs semaines mais l'épaisseur de la glace et l'extension de la couche de glace vers la haute mer varie grandement selon les années.
Le climat combiné à la petite taille des îles du district et leur urbanisation fait que les plans d'eau et cours d'eau significatifs y sont totalement absents.

Diagramme climatique d'Helsinki.

### Géologie
La géologie de Lauttasaari ne diffère pas significativement de celle du reste du Sud de la Finlande. Le socle rocheux est formé par le granite hercynien mis à nu et raboté par les calottes glaciaires au cours des dernières glaciations. Au moment du retrait des glaces à la fin du pléistocène, l'actuelle Lauttasaari est alors entièrement recouverte par la mer en raison de l'enfoncement de la croûte terrestre sous le poids de la glace. Il y a 7 000 ans, le rebond isostatique provoque l'émersion de trois petites îles dénudées et couvertes de blocs erratiques qui vont ensuite fusionner en une seule île recouverte irrégulièrement d'une fine couche de sédiments. Les trois sommets des anciennes îles constituent aujourd'hui les trois principaux reliefs de Lauttasaari : Myllykallio (en français « La Roche du Moulin »), Kotkavuori (« Le Mont de l'Aigle ») et Veijarivuori (« Le Mont du Farceur »). Depuis la dernière déglaciation de la région, la croûte terrestre continue à se soulever de 2,5 millimètres par an en moyenne par rapport au niveau moyen de la mer.

### Flore

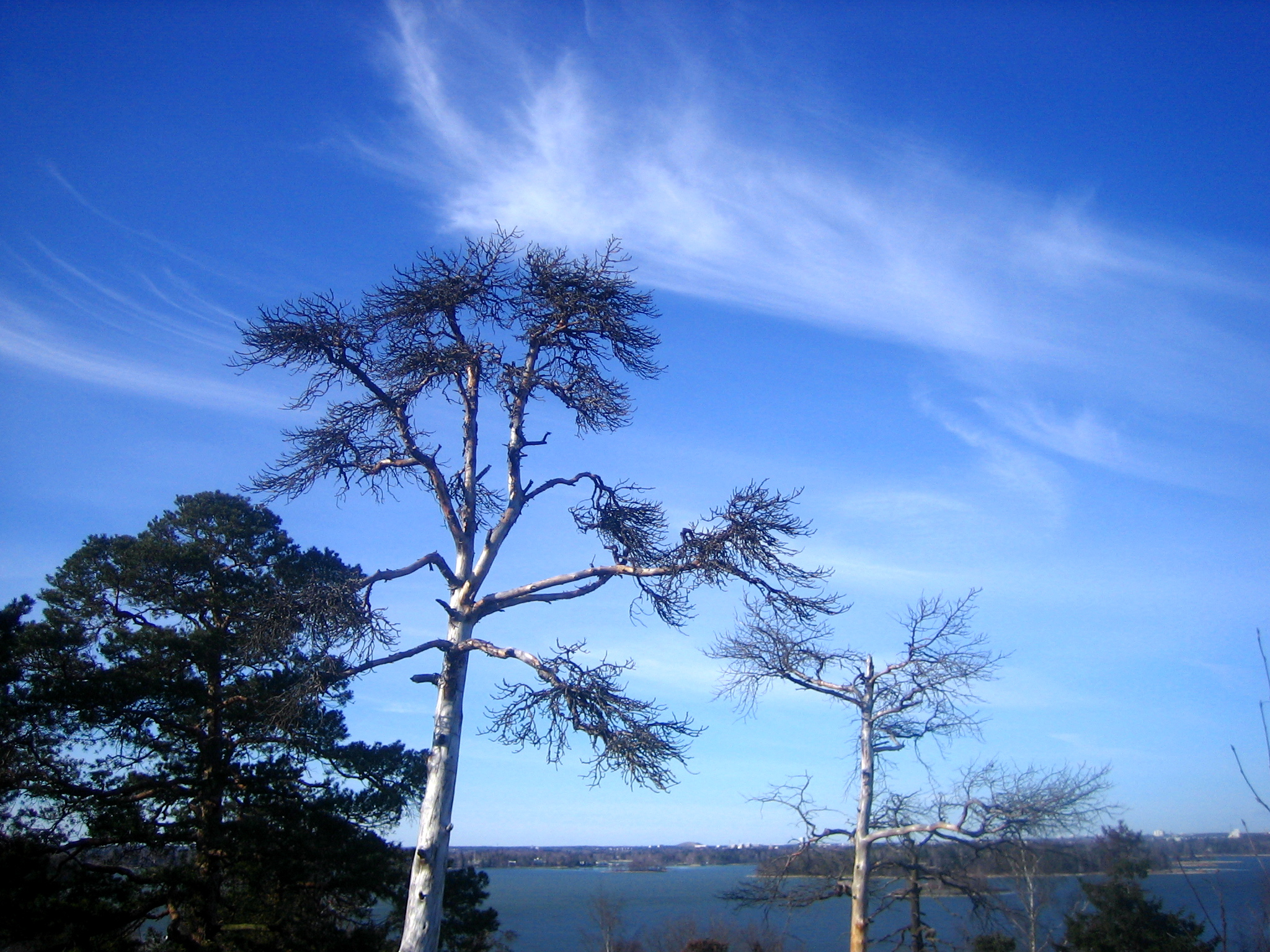
Des arbres nus à Lauttasaari au début du mois d'avril.

Plus d'un quart de l'île (89 hectares) est constitué de forêts et les parcs aménagés représentent 39 hectares supplémentaires. La forêt est typique du Sud de la Finlande avec une forte prédominance des pins, sapins et bouleaux, mais aussi de nombreux sorbiers. Le sous-bois est particulièrement riche avec au printemps et en été des fleurs comme les grands pétasites, des corydales à bulbe plein, diverses renonculacées ou encore le muguet, la fleur nationale qui fleurit généralement au début du mois de juin. On y trouve aussi des fougères allemandes et des myrtilles communes.
La mieux protégée, la côte sud présente de nombreuses plantes typique des zones littorales, notamment la gesse des marais et l'aster maritime, qui colonisent les grèves rocheuses caressées par les vagues.

### Faune

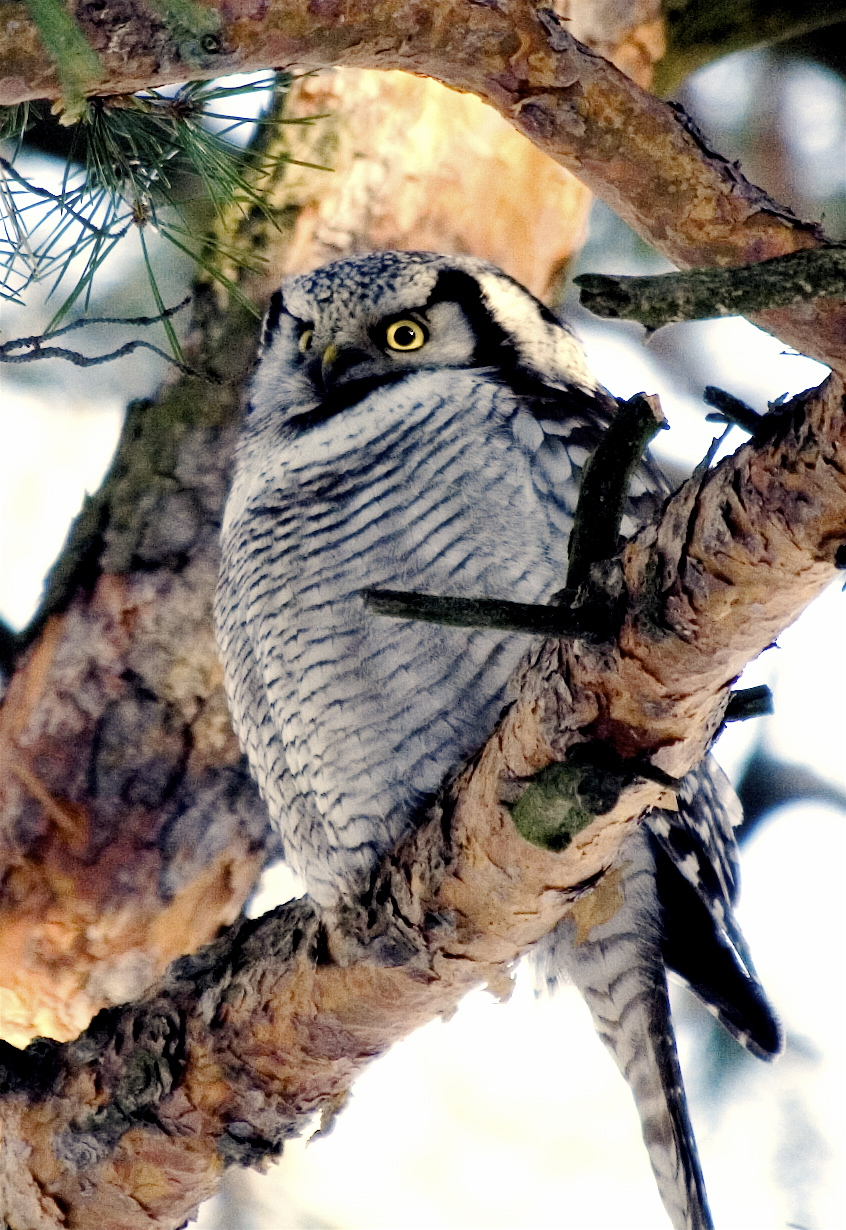
Une chouette épervière à Lauttasaari.

La faune terrestre est limitée en raison de l'urbanisation. Le lièvre variable est fréquemment rencontré, comme d'autres rongeurs plus petits, et Lauttasaari comporte une importante population de grenouilles rousses. L'île est aussi connue pour son abondante population de fourmis pharaons capables de nidifier dans les moindres fissures et souvent responsables de démangeaisons chez les habitants de l'île.
Le district de Lauttasaari est particulièrement réputé pour son avifaune. Malgré sa proximité avec le centre-ville d'Helsinki, la bordure méridionale de l'île principale et des petites îles et rochers avoisinants constituent des sites de nidification pour les cygnes, les colverts, les goélands argentés, les mouettes rieuses ou encore les sternes arctiques. L'un des plus importants se situe sur l'île de Tiirasaari mais aussi sur l'îlot de Tiiraluoto qui fut en 1948 la première zone naturelle d'Helsinki à avoir fait l'objet d'une mesure de conservation.
À la fin de l'automne, les strigiformes constituent une attraction de Lauttasaari. Quatre espèces ont pu être comptabilisées en novembre 1999. Parmi elles, les grands-ducs et les chevêchettes sont fréquemment rencontrés.
La truite fario est particulièrement commune dans les eaux de la côte sud, ce qui fait de cette extrémité de Lauttasaari le meilleur site de tout Helsinki pour pratiquer la pêche de cette espèce depuis le rivage. Le pont en direction du continent est propice à la capture des harengs. Au début de l'été, ils sont tellement abondants qu'il suffit d'un crochet brillant sans aucun appât pour en attraper.

## Histoire

### Premiers habitants
La première mention de Lauttasaari, sous le nom de Drommensby, date de 1543 dans un registre de la paroisse suédoise d'Helsinki même si une population occasionnelle de pêcheurs devait résider temporairement sur l'île bien avant cette date, un texte de 1556 évoquant les eaux côtières remplies de gardons et de perches. 
L'île aurait alors compté quatre résidents permanents. 
En 1577, dans le cadre de la guerre de Livonie, 1 200 cavaliers tatars du tsar Ivan le Terrible traversent le golfe de Finlande sur la glace et mettent à sac le hameau. En 1629, l'île est donnée par le roi de Suède au capitaine de cavalerie Gerd Skytte, acte fondateur du manoir de Drumsö. Les terres sont ensuite cédées à la ville d'Helsinki puis passent entre les mains de nombreux propriétaires. Dans le même temps, la Finlande est en 1809 rattachée à l'Empire russe au terme de la guerre de Finlande et devient un grand-duché autonome.
L'île et le manoir restent entre les mains de propriétaires privés toute la première moitié du XIXe siècle et Lauttasaari demeure pratiquement inhabitée. Elle n'est qu'occasionnellement mentionnée dans la presse lors de la survenue d'évènements mineurs ou de changements de propriétaire.

### Guerre de Crimée et militarisation russe

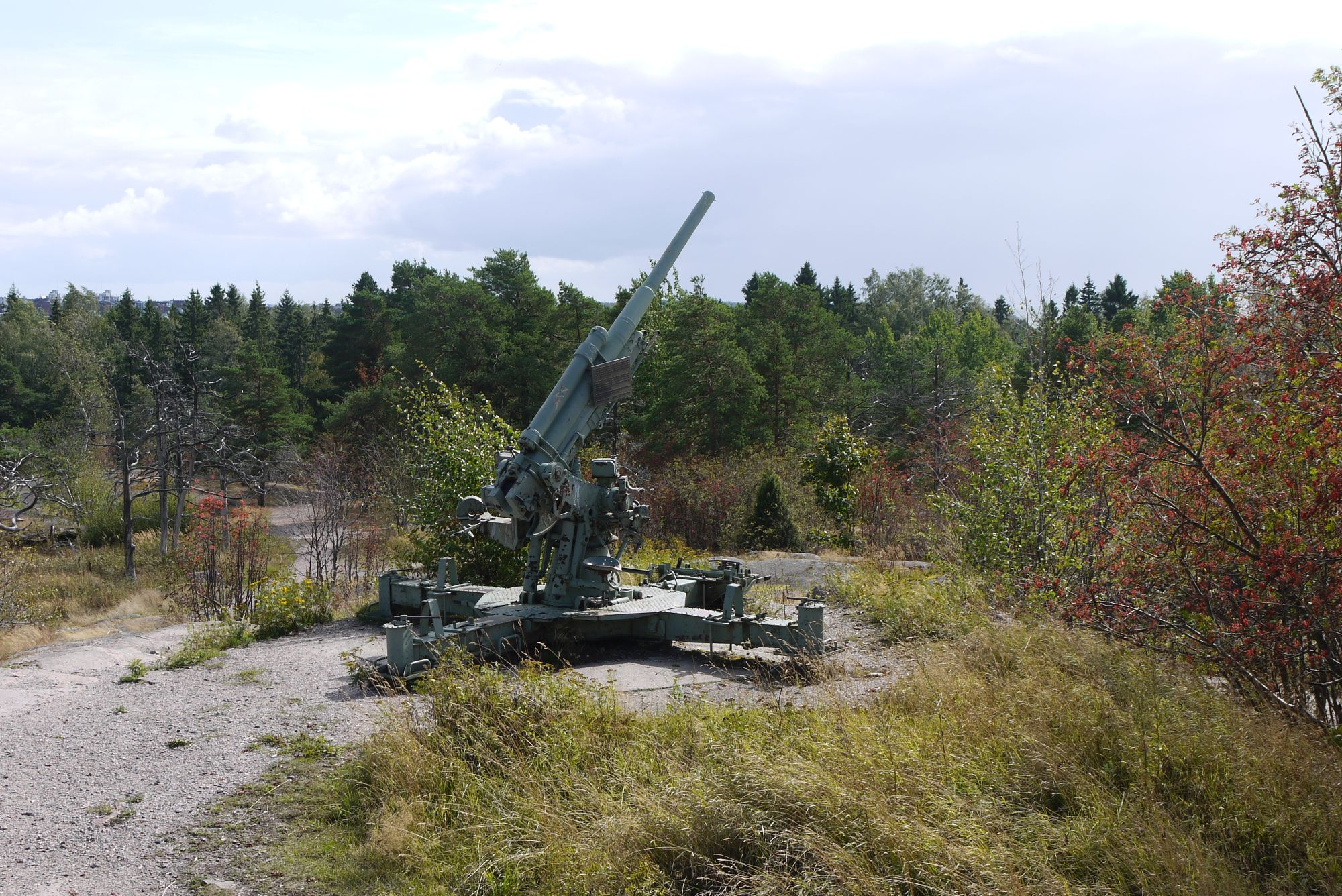
Canon antiaérien de Myllykallio.

Pendant les années 1850, quatre blocs de fortifications sont construits face au golfe de Finlande par les Russes en prévision de la guerre de Crimée. L'île sera lourdement bombardée par une flottille franco-anglaise de 80 bateaux en août 1855, recevant en deux semaines plus de mille projectiles. Suomenlinna, l'objectif principal, recevra dans le même temps 17 000 bombes.
Les Russes continuent par la suite à fortifier l'île et déclarent en 1885 la partie Sud zone militaire interdite. Malgré sa proximité avec le centre d'Helsinki (trois kilomètres), l'insularité ralentit pendant longtemps le développement de l'île. Au cours des années 1900, connue sous le seul nom de Drumsö, elle ne compte que des villas et des exploitations agricoles autour du manoir de Drumsö.

### Développement et urbanisation de l'île

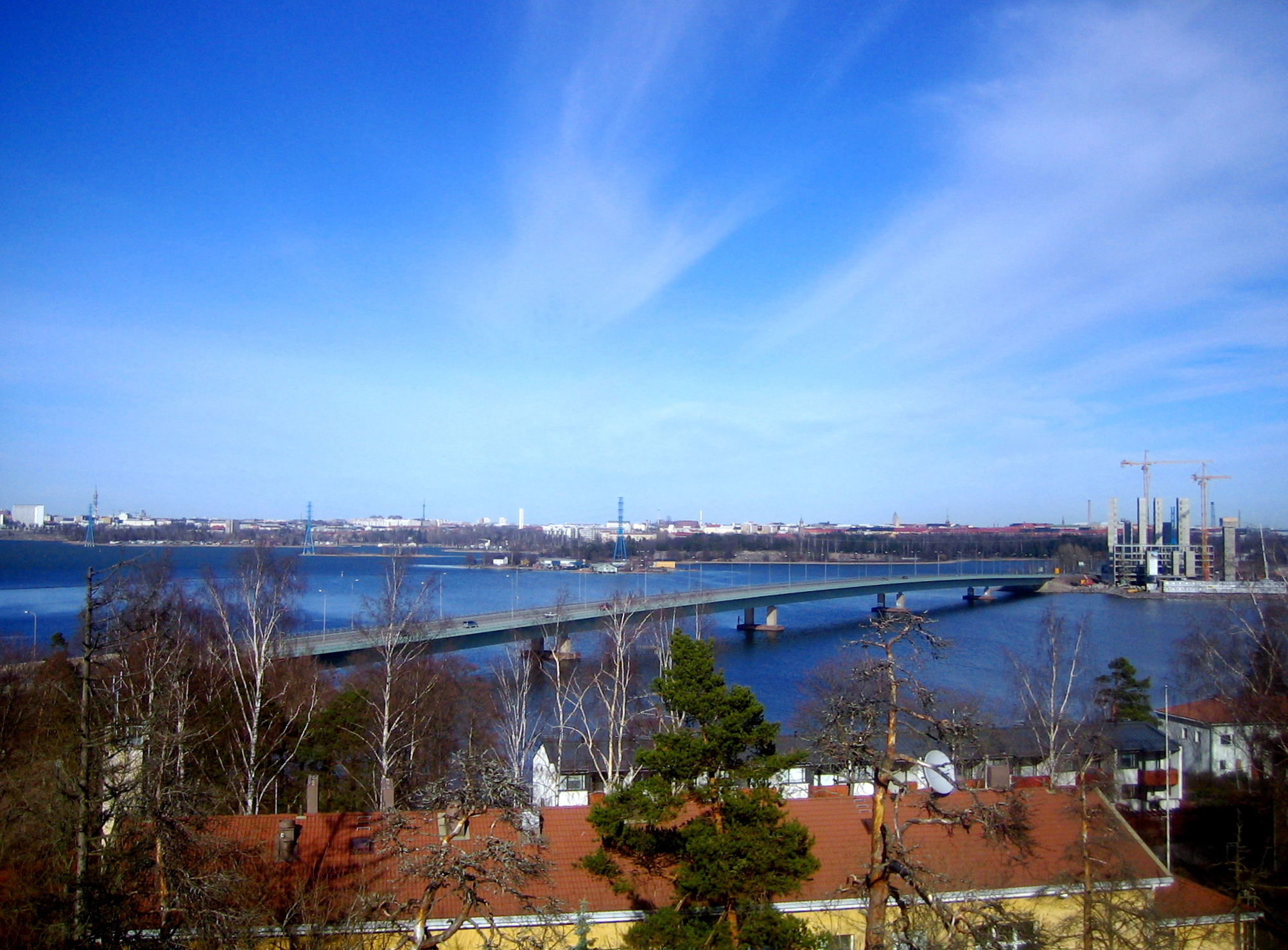
Le pont autoroutier de Lapinlahti reliant l'île au reste d'Helsinki.

En 1911, le manoir (représentant plus de la moitié de l'île et la quasi-totalité de la partie non contrôlée par l'armée) est acheté par le négociant Julius Tallberg pour la somme de 750 000 marks. Il se lance alors dans d'importants projets de développement de l'île qui ne compte pas plus de 200 habitants en fondant le Drumsö Casino et en chargeant l'architecte Birger Brunila de construire une zone résidentielle de villas en bois. En 1913 est inauguré le tramway hippomobile qui fonctionnera jusqu'en octobre 1917. Mais le principal événement est l'ouverture en 1914 d'un bac régulier jusqu'à Ruoholahti sur la presqu'île d'Helsinki, établissant un lien direct avec le centre de la capitale. Le terme finnois Lautta signifiant en français « bac », l'île gagne son nouveau nom finnois de Lauttasaari (en français « L'Île du Bac ») dès 1918.
La commune de Huopalahti est créée en 1919 avec, outre Lauttasaari, les actuels quartiers de Munkkiniemi et de Haaga. Lauttasaari appartenait auparavant à la municipalité rurale d'Helsinki. Le pont vers Helsinki, qui remplace le bac en 1935 ouvre la voie à un rattachement de Huopalahti à la capitale. 
En 1939, le premier plan d'urbanisme, qui prévoit une construction intensive d'immeubles au nord et des industries au Sud, est conçu par l'architecte Ole Gripenberg et approuvé en 1942.
La Seconde Guerre mondiale retardera la mise en œuvre de ce plan. Les deux canons antiaériens de Lauttasaari deviennent des dispositifs cruciaux pour la défense d'Helsinki contre les bombardements soviétiques. Les bombardements les plus violents ont lieu vers la fin de la Guerre de Continuation en février 1944 mais les dégâts subis par la ville d'Helsinki restent limités en raison de la bonne organisation des défenses anti-aériennes. Huopalahti est rattachée à Helsinki le 1er janvier 1946, Lauttasaari compte alors 5 600 habitants.

### Un nouveau quartier d'Helsinki

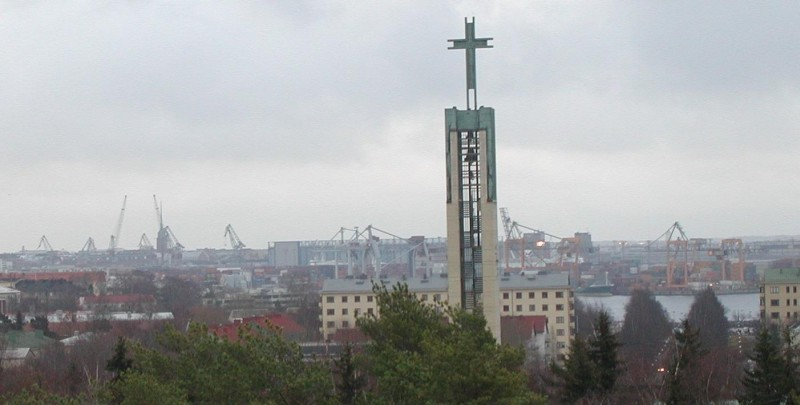
L'église de Lauttasaari, inaugurée en 1958.

Durant les Jeux olympiques d'été de 1952, Lauttasaari accueille un village de tentes abritant les employés de la Poste finlandaise mobilisés pour faire face à l'augmentation du volume de courrier à traiter.
À cette époque qui est celle du début des années 1950, la municipalité d'Helsinki lance de très importants programmes de construction. Au Nord, des immeubles d'habitation et des services publics apparaissent rapidement autour de l'église inaugurée en 1958. Une usine pour le traitement des eaux usées est livrée en 1962. Au Sud, la péninsule de Vattuniemi s'industrialise. La nouvelle usine de Suomen Tupakka, la fabrique nationale de cigarettes, est inaugurée en 1964 et comptera rapidement 500 ouvriers. Un premier pic de population est atteint l'année suivante avec un peu plus de 20 000 habitants avant d'entamer une légère décroissance.
Cependant, l'installation de quelques sièges sociaux à proximité de la zone industrielle à compter des années 1960 marque le début d'une transition vers une économie majoritairement tertiaire nécessitant de l'immobilier de bureau. Ce mouvement se parachève lorsque Vattuniemi tourne le dos à l'industrie au cours des années 1990, le tournant étant la fermeture définitive de Suomen Tupakka en 1995 (et la démolition de l'usine en 1999). Le quartier fait l'objet au début de la décennie suivante d'un important programme de nouveaux logements, malgré le caractère potentiellement inondable de la zone. Ceci entraîne une remontée de la population vers le seuil des 20 000 habitants, franchi de nouveau en 2009.

## Démographie

### Population totale
Au 1er janvier 2006, Lauttasaari compte 19 295 habitants, ce qui fait d'elle la deuxième île la plus peuplée du pays après Fasta Åland et devant Laajasalo. Cette population lui confère par ailleurs une densité est de 5 145 habitants par kilomètre carré. Bien qu'il s'agisse d'un chiffre très supérieur à la moyenne de la commune (3 025 hab/km2), le district demeure dans une situation intermédiaire entre les quartiers du centre pratiquement dépourvus d'espaces inhabités (7 000 à 13 000 hab/km2) et ceux du Nord pour lesquels de larges zones forestières entourent les quartiers d'habitation (typiquement 1 500 à 4 000 hab/km2).
Les suédophones y sont particulièrement nombreux, 15,2 % de la population contre 6,2 % en moyenne dans la municipalité. À l'inverse, seuls 553 étrangers résident dans le district, soit 3,2 %, à comparer à une moyenne municipale de 5,5 %. 41,7 % des résidents sont natifs de la municipalité, à peine moins que la moyenne (42,6 %).

### Classes d'âge

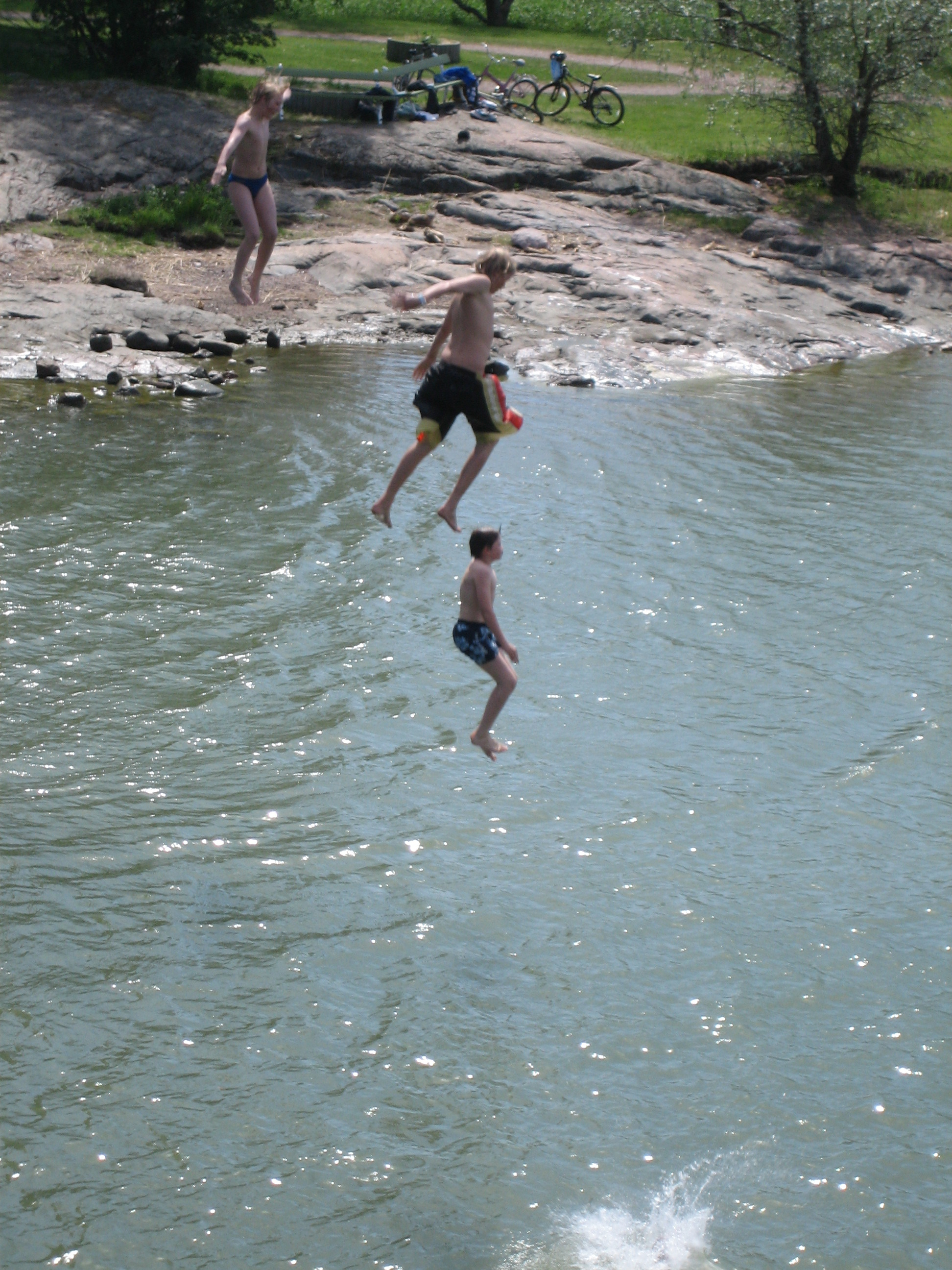
Des enfants se jetant à l'eau depuis un promontoire de Lauttasaari.

La moyenne d'âge est de 42 ans, marginalement supérieure à la moyenne municipale (39,5 ans).
Les jeunes actifs, en particulier célibataires, sont nettement surreprésentés par rapport aux autres catégories d'âge. Leur niveau d'éducation est bien supérieur à la moyenne d'Helsinki, pas moins de 37 % ayant effectué des études supérieures contre 22,7 % en moyenne. Le taux d'activité est le plus élevé de tous les districts d'Helsinki (75,5 % contre une moyenne de 68,5 %). Les familles avec de jeunes enfants sont plus rares dans un district qui ne compte que peu de maisons individuelles et où les prix de l'immobilier ont connu une forte hausse depuis 2003.
Cette population est fortement mobile, 14,7 % des habitants résidant dans le district au 1er janvier 2006 s'y étaient installés dans le courant de l'année 2005, pendant que 13,7 % des résidents du 1er janvier 2005 avaient quitté l'île un an plus tard.

Répartition par classe d'âge de la population en 2006 et comparaison avec la municipalité d'Helsinki.

### Religion

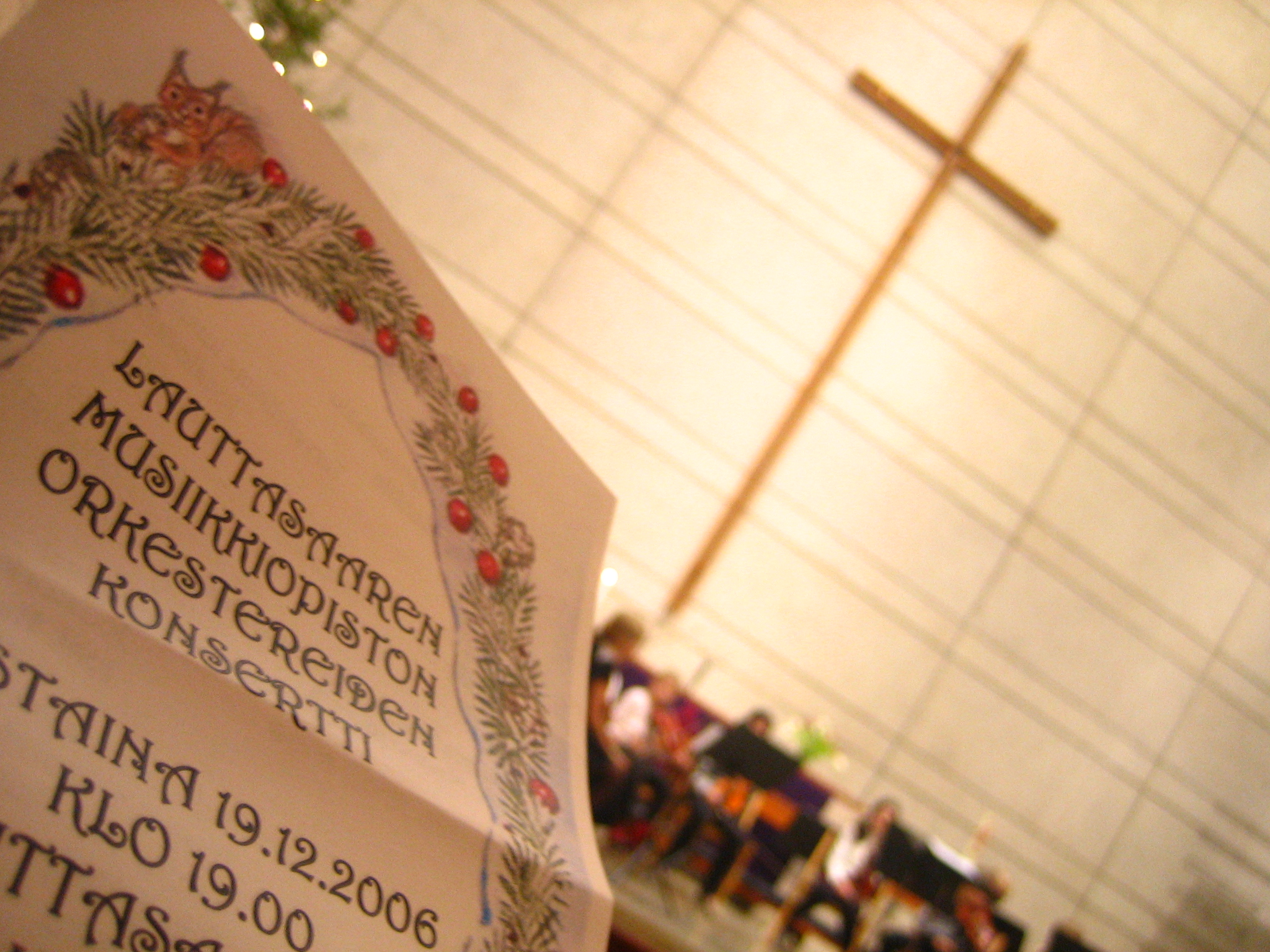
L'intérieur de l'église de Lauttasaari lors d'un concert.

Lauttasaari constitue une paroisse de l'Église évangélique-luthérienne de Finlande, la principale religion du pays. Construite selon les plans de l'architecte Keijo Petäjä, un résident de l'île, l'église de 700 places fut inaugurée le 20 septembre 1958. La paroisse elle-même n'a été créée qu'en 1956. L'île appartenait auparavant à la paroisse de Huopalahti (1917-1938) puis d'Helsinki-Nord (1939-1941) et enfin d'Helsinki-centre (1942-1955). Au 31 décembre 2006, la paroisse luthérienne regroupait 12 762 membres.
L'autre église nationale, l'Église orthodoxe de Finlande, ne compte que peu de membres sur l'île et n'y dispose pas de lieu de culte, le district étant rattaché à la paroisse d'Helsinki-centre. Il en est de même pour les autres principales religions : catholiques, juifs et musulmans disposent tous de lieux de cultes dans le centre d'Helsinki mais pas dans le district de Lauttasaari.

## Infrastructures

### Urbanisme

#### Logement

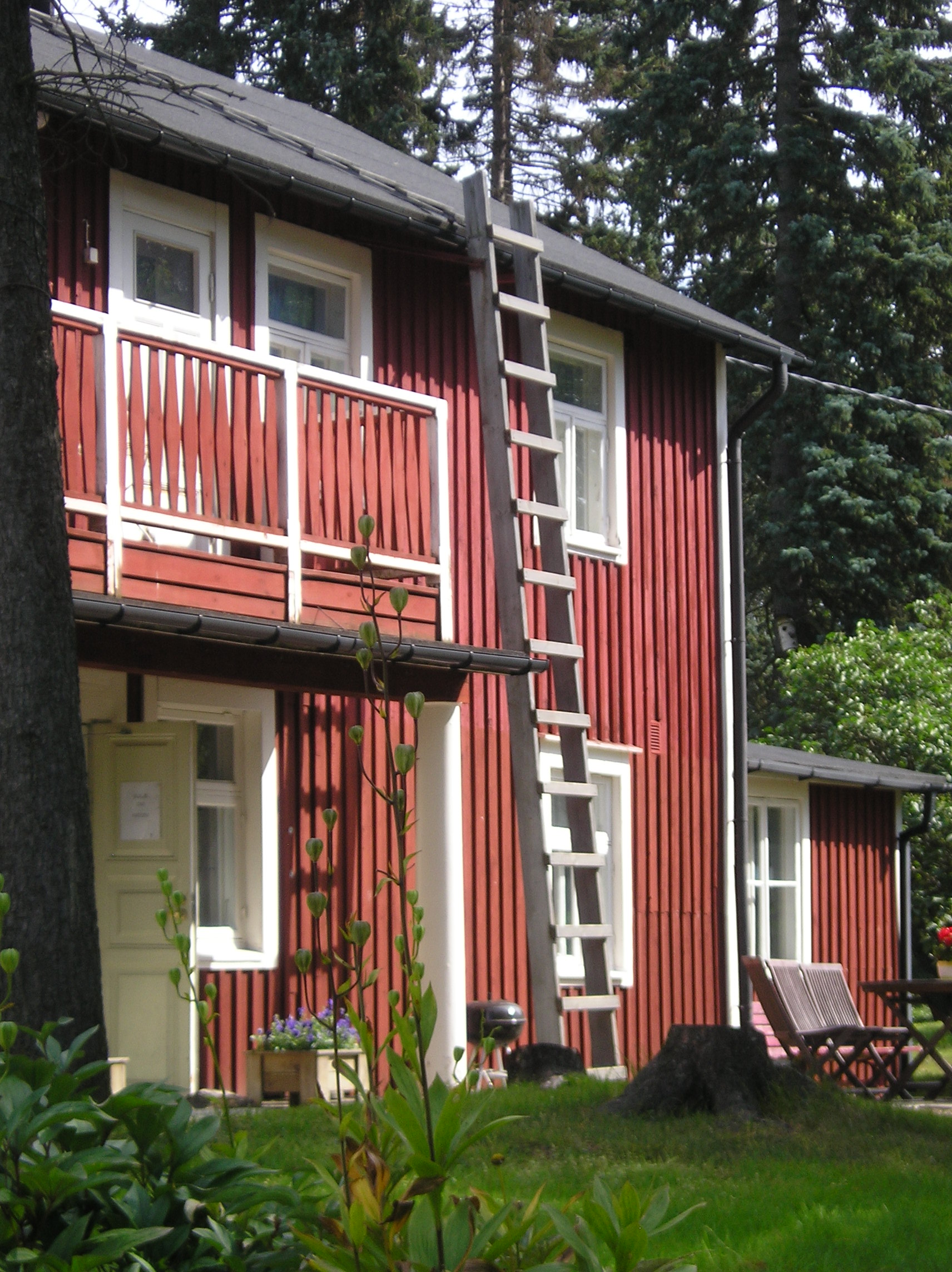
La villa rouge, ancienne dépendance du manoir, est le plus vieux bâtiment de l'île (1793).

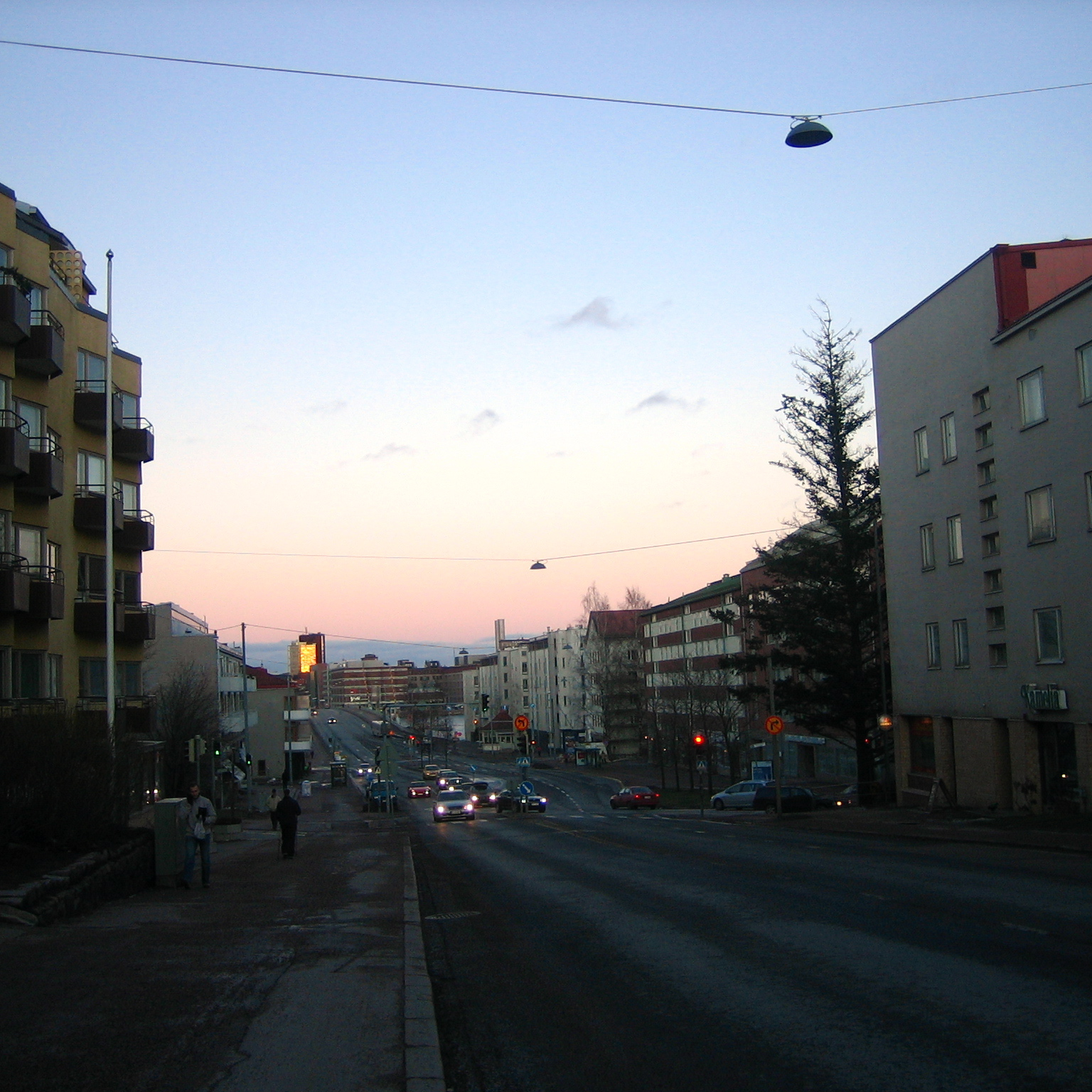
La rue Lauttasaarentie bordée d'immeubles d'habitation des années 1960 à 1980, avec en arrière-plan le pont de Lauttasaari.

##### Des immeubles d'appartements constituent l'essentiel des logements
L'île compte 11 164 ménages. La taille moyenne d'un ménage est de 1,73 personne, significativement moins que la moyenne municipale (1,85), ce qui s'explique par un plus grand nombre de personnes vivant seules (54 % des ménages contre 49 %) et une plus faible prévalence des familles avec enfants (19 % contre 24 %). Enfin, les habitants de Lauttasaari sont plus souvent propriétaires que la moyenne des habitants d'Helsinki, seuls 38 % des ménages y sont en location contre 44 % en moyenne.
Dès lors, bien qu'un tiers de l'île soit vierge de constructions (parcs et forêts), que l'on retrouve à proximité du centre de l'île une zone dans laquelle sont regroupés les principaux services et que le district compte 188 600 m2 d'installations industrielles, c'est bien les immeubles résidentiels qui dominent le paysage de Lauttasaari. Typiquement, les logements à Lauttasaari sont des appartements de une à trois pièces (80 % ont au plus trois pièces, les seuls deux-pièces représentant 37 % du total). La taille moyenne des logements est de 61,5 m2.
Sur 12 047 logements, seuls 514 sont dans des maisons individuelles ou mitoyennes. Et encore sur ces 500 maisons, une large partie sont des petites maisons en bois de moins de vingt mètres carrés utilisées uniquement pendant les vacances d'été. Ces maisonnettes, construites dès les années 1930, sont une des curiosités de Lauttasaari. On peut les voir en nombre dans les deux principaux parcs de l'île (220 à Särkiniemi-Veijarivuori, 200 à Länsiulapanniemi).
Enfin, en 2006, le prix moyen des transactions immobilières dans l'ancien a atteint 3 500 €/m2 en moyenne à Lauttasaari centre et Ouest et même 3 800 €/m2 à Vattuniemi. Ces valeurs, en hausse de 40 % depuis 2003, placent Lauttasaari significativement au-dessus de la moyenne d'Helsinki (3 039 €/m2).

##### Un parc vieillissant qui connaît un renouvellement lent
Un des gros problèmes auquel l'île doit faire face est le vieillissement de son parc de logement qui a fait l'objet d'un inventaire minutieux au début des années 2000. 42 % du parc de logement existant a été construit avant 1960. La proportion passe à 88 % pour les logements construits avant 1980.
En l'absence de programme de démolition des anciens immeubles d'habitation, la place est limitée et les mises en chantier restreintes pour cause de manque d'espace. Les 600 logements inaugurés entre 2000 et 2005 à la place des anciennes zones industrielles du Sud marquent certes une augmentation par rapport aux 250 de la décennie précédente mais ne constituent guère que 5 % des logements du district. Aucun projet de grande ampleur n'est aujourd'hui décidé faute de place mais des études sont en cours et la possibilité de recouvrir partiellement l'autoroute Länsiväylä est débattue. Il est également envisagé de créer quarante immeubles à Vattuniemi.
Le principal projet ne se situe pas sur Lauttasaari proprement dite mais sur sa voisine immédiate Koivusaari, reliée par une chaussée. L'île aujourd'hui pratiquement inhabitée pourrait être couverte d'immeubles ajoutant 2 800 à 3 800 habitants au district.

Le logement à Lauttasaari
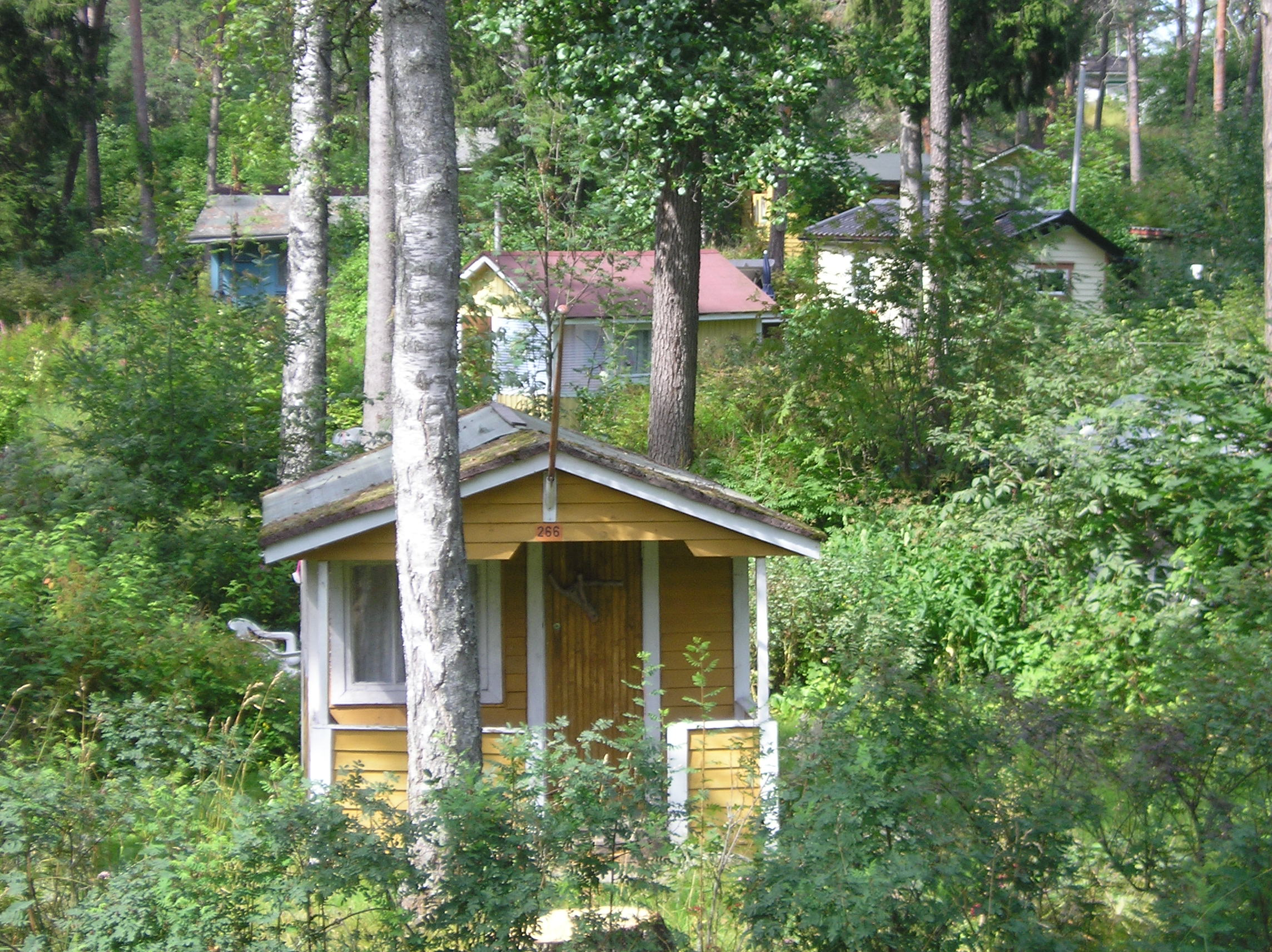
Chalets à Länsiulapanniemi - ce type de construction est fréquent dans les parcs de l'île depuis les années 1930.
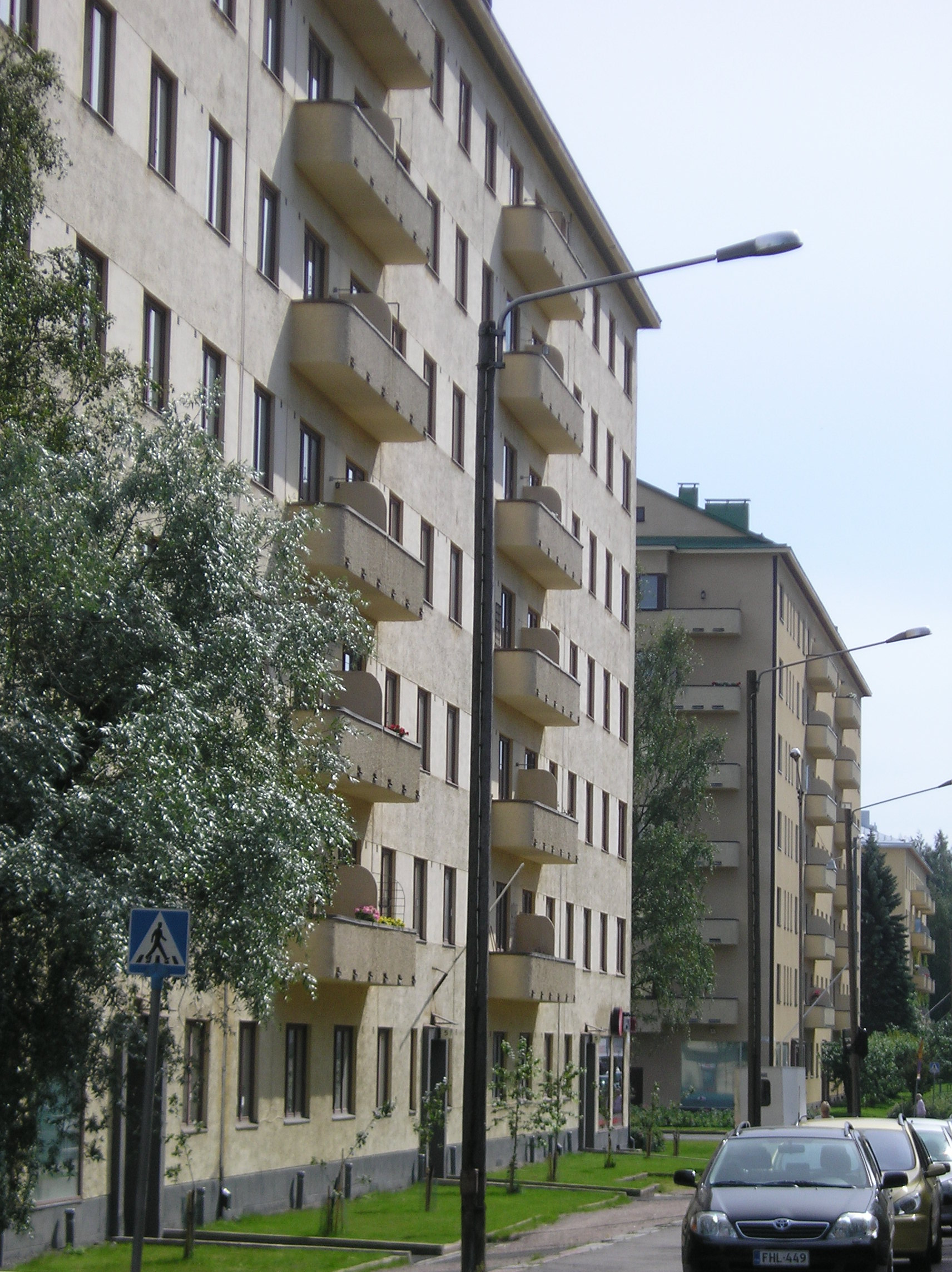
Immeubles datant du premier plan massif de construction de logements à l'Est de l'île, 1938.
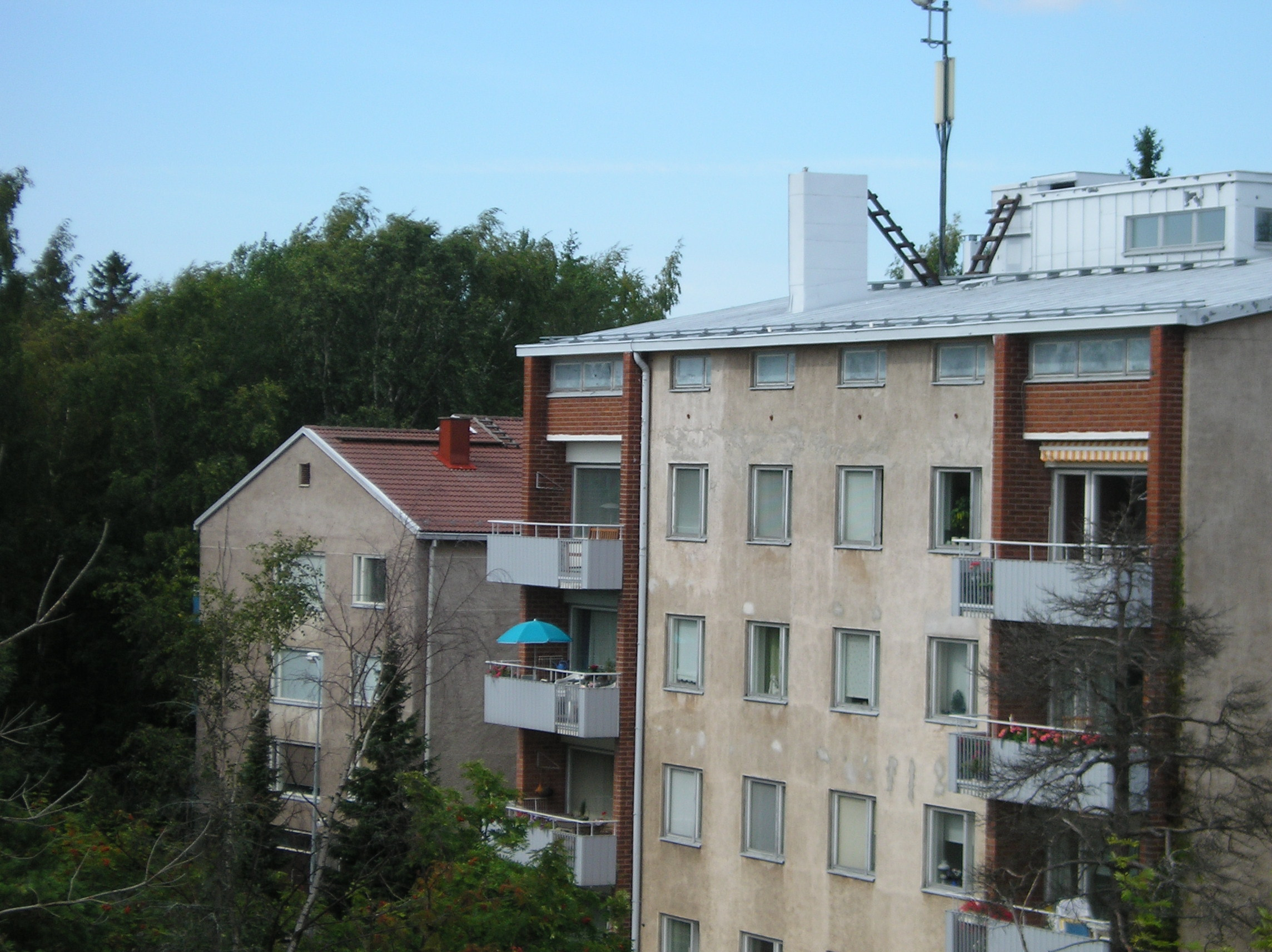
Deux des très nombreux immeubles d'appartements édifiés dans la deuxième moitié des années 1950 autour du mont Myllykallio à l'Ouest de l'île.
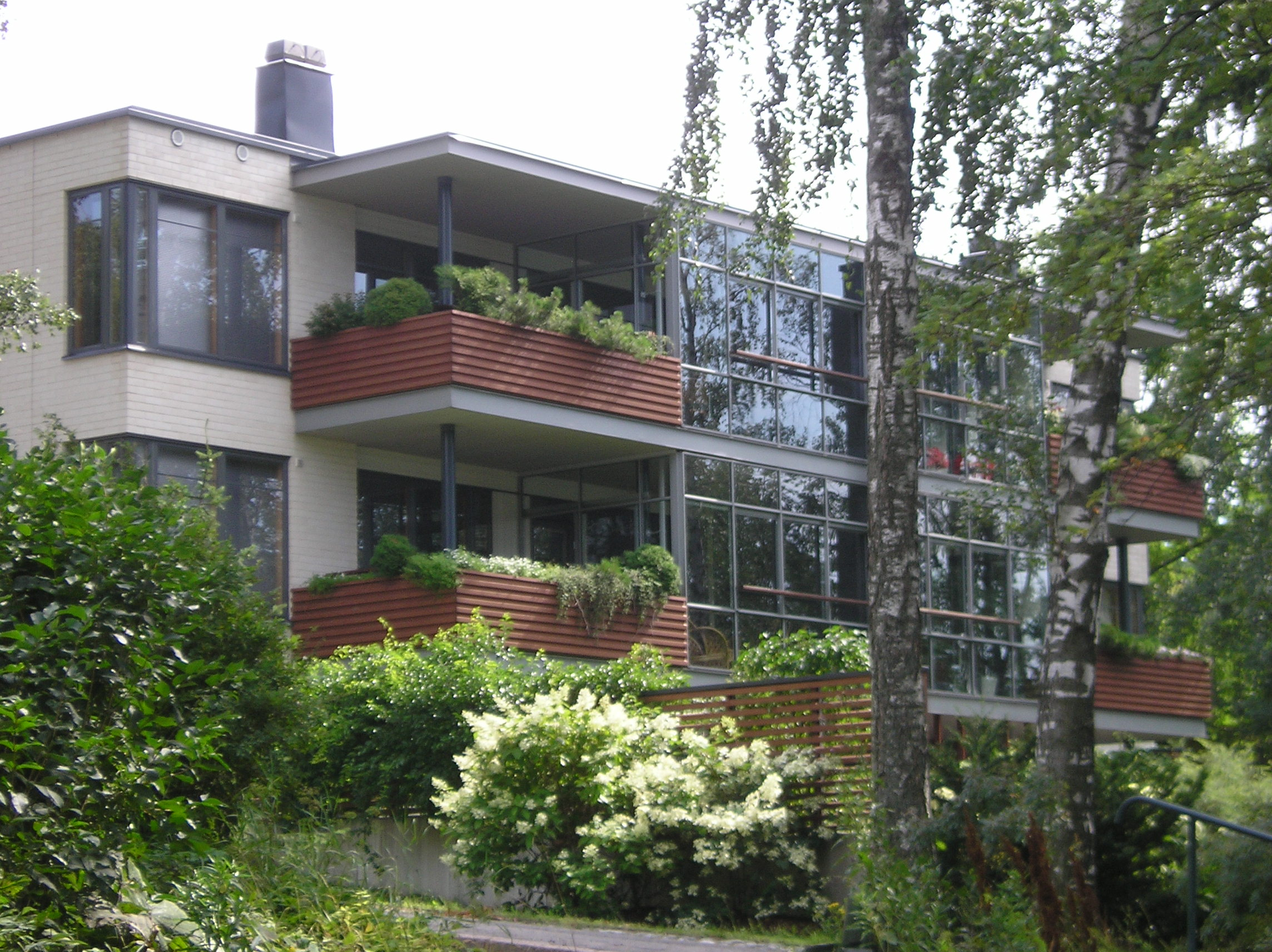
Une résidence de standing (inaugurée en 2000) sur la côte occidentale de l'île.

#### Équipements de loisirs

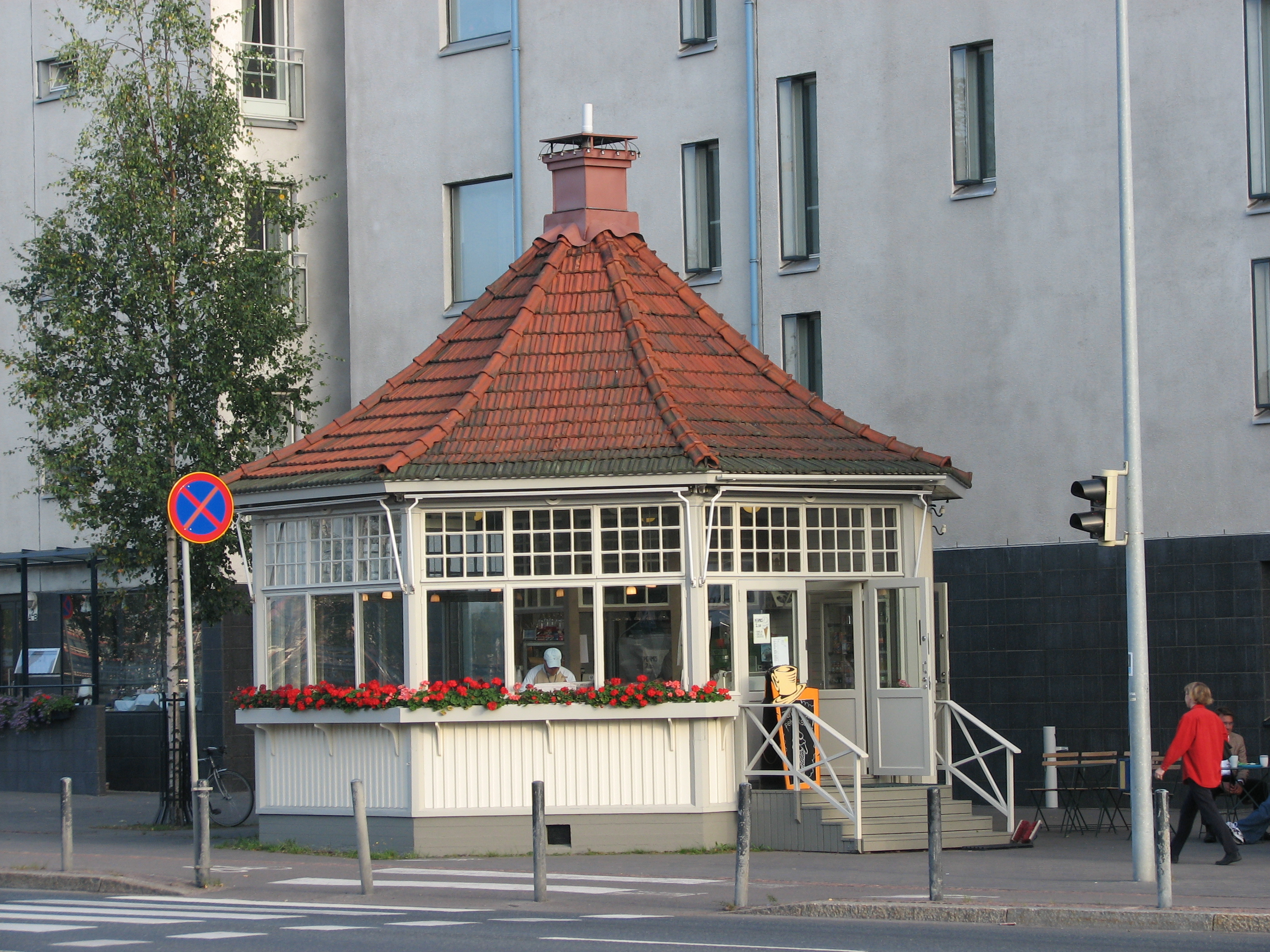
Le café Mutterikahvila à Lauttasaari (inauguré en 1927).

Lauttasaari est une île qui laisse une grande place aux sports et loisirs avec en particulier 1 500 anneaux dans ses quatre ports de plaisance. L'île compte en plus une piscine publique et deux terrains de sport. On y trouve également trois courts de tennis en dur et une piste de jogging de 915 mètres de long.
Par ailleurs, Lauttasaari est le siège de Suomen Saunaseura, une association fondée en 1937 pour défendre la pratique traditionnelle du bain de chaleur finlandais et qui compte actuellement, d'après ses propres dires, un total de 3 600 membres. Elle met à disposition de ces derniers un total de six saunas pouvant accueillir simultanément soixante à quatre-vingt personnes.
Les possibilités de loisirs culturels tournent principalement autour de la bibliothèque de quartier, une dépendance de la bibliothèque municipale, fondée en 1932 et déplacée à plusieurs reprises jusqu'à son site actuel (pour la dernière fois en 1986). D'une superficie de près de 800 m2, elle met à disposition des habitants 35 000 livres et des milliers d'enregistrements audio, video ou de documents multimédia.

### Eau, énergie et télécommunications
Lauttasaari dispose d'un château d'eau imposant que l'on distingue aisément depuis les promontoires du centre-ville d'Helsinki. En outre, depuis 1976, l'île accueille une station de pompage produisant trois fois 340 kW. Par ailleurs, un câble sous-marin transportant de l'électricité relie depuis 2000 Lauttasaari à Randvere, en Estonie.
À la fin des années 1990, Lauttasaari fait partie des premières communautés de Finlande à bénéficier de la création d'un site web local pour la communication et la création de savoir.

### Transports

#### Transport routier

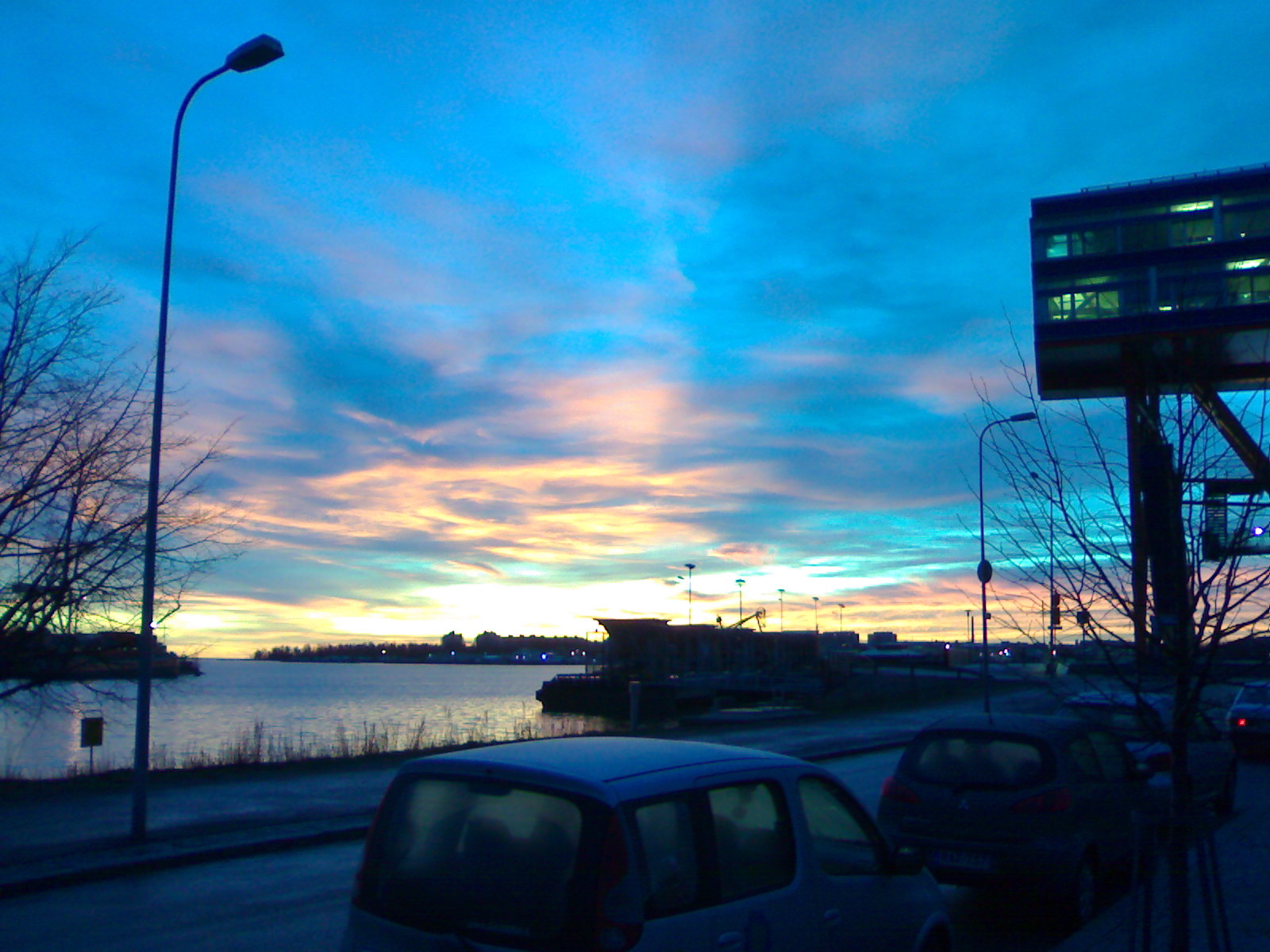
Des automobiles stationnées le long d'une voie côtière.

L'île est reliée au continent par trois ponts routiers. D'une part, le pont de Lauttasaari, qui a remplacé en 1969 l'ancien pont devenu obsolète, supporte 21 000 véhicules par jour, une large majorité du trafic entre l'île et le centre de la cité. Ensuite, l'autoroute Länsiväylä entre Helsinki et Espoo traverse le Nord de l'île, sur laquelle sont construits deux échangeurs, et la relie à l'ouest à Espoo par un ensemble de chaussées et de ponts et à l'est au centre d'Helsinki par le pont de Lapinlahti (qui avec 597 mètres de long fut longtemps le plus long du pays). Cette autoroute est le principal accès routier au centre d'Helsinki et voit passer en moyenne 54 000 véhicules par jour entre Lauttasaari et Helsinki (et même 72 000 entre Lauttasaari et Espoo). Enfin, un dernier pont construit en 1987 relie Lauttasaari-Nord à Kaskisaari mais il est réservé au trafic non motorisé. Les deux principaux axes routiers se coupent à angle droit dans le Nord de l'île. La rue prolongeant le pont de Lauttasaari (du nom de Lauttasaarentie, soit en français la « route de Lauttasaari ») est orientée est-ouest et rejoint l'autoroute à hauteur de l'échangeur le plus occidental. La rue venue de l'autre échangeur, Särkiniementie, suit elle un parcours nord-sud jusqu'au parc de Särkiniemi à l'extrémité méridionale de l'île.
Quatre lignes d'autobus de jour (20, 21V, 65A et 66A) et une de nuit (20N) relient l'île au centre-ville. De plus, plusieurs lignes entre Espoo et la gare de bus de Kamppi effectuent des arrêts sur l'autoroute Länsiväylä.

#### Transport ferroviaire

En vert, le futur prolongement du métro qui desservira Lauttasaari.

Le principal projet, discuté depuis des décennies et finalement approuvé début 2007 par le gouvernement est celui du Länsimetro, extension vers l'ouest de la ligne de métro existante, de Ruoholahti jusqu'à Espoo-Matinkylä.
Deux stations de métro ont été construites dans le district : 
- station de Lauttasaari-centre à proximité des principaux commerces (à 26 mètres de profondeur)
- station de Koivusaari (à vingt mètres de profondeur)[41].

#### Transport maritime
Les ports de l'île ne peuvent accueillir que des navires de faible tonnage. Le port de commerce le plus proche est le port Ouest d'Helsinki, situé immédiatement au-delà du détroit de Lauttasaari et visible depuis toute la côte orientale de l'île.

## Économie

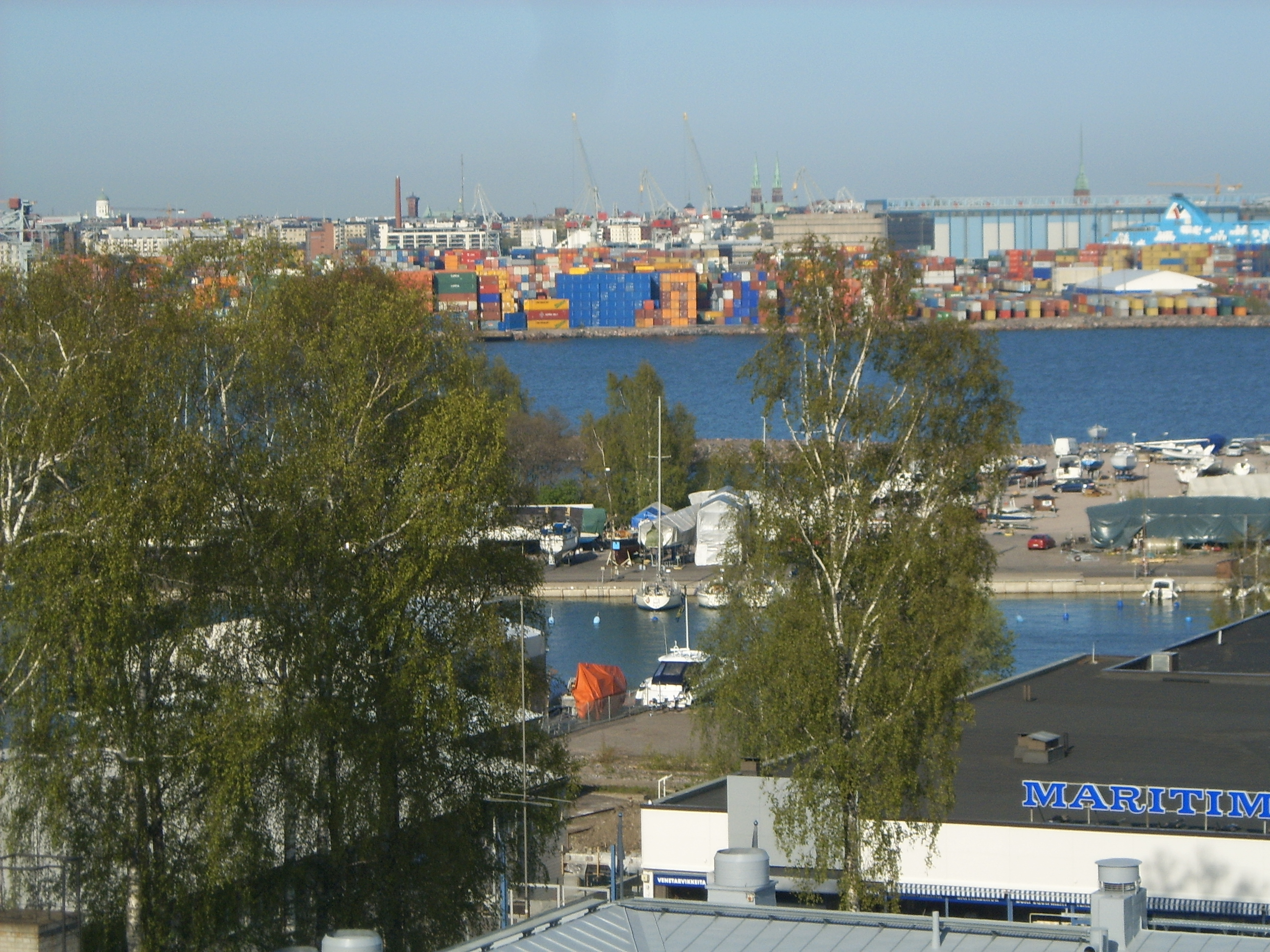
L'est de Vattuniemi, dernière zone industrielle de Lauttasaari, avec le port ouest d'Helsinki en arrière-plan.

### Un district prospère et en mutation
Lauttasaari a connu de considérables mutations en quarante ans. Initialement, l'île fut conçue comme une extension industrielle à la ville d'Helsinki avec des quartiers d'habitation pour ouvriers et ménages modestes au centre et au Nord et une importante zone industrielle au Sud. Au début des années 1970, l'île compte 20 000 habitants et 25 000 emplois. Aujourd'hui, seuls 8 850 emplois sont pourvus sur l'île. Cela n'empêche pas la population de l'île de connaître un taux de chômage faible (seulement 5,2 % début 2006). Le revenu moyen annuel brut par habitant est aujourd'hui avec 33 000 euros annuels supérieur de 38 % à la moyenne communale. Il s'agit de l'un des cinq revenus moyens par district les plus élevés même s'il reste très inférieur à celui des quartiers d'Ullanlinna ou de Kulosaari.

### Une industrie en recul

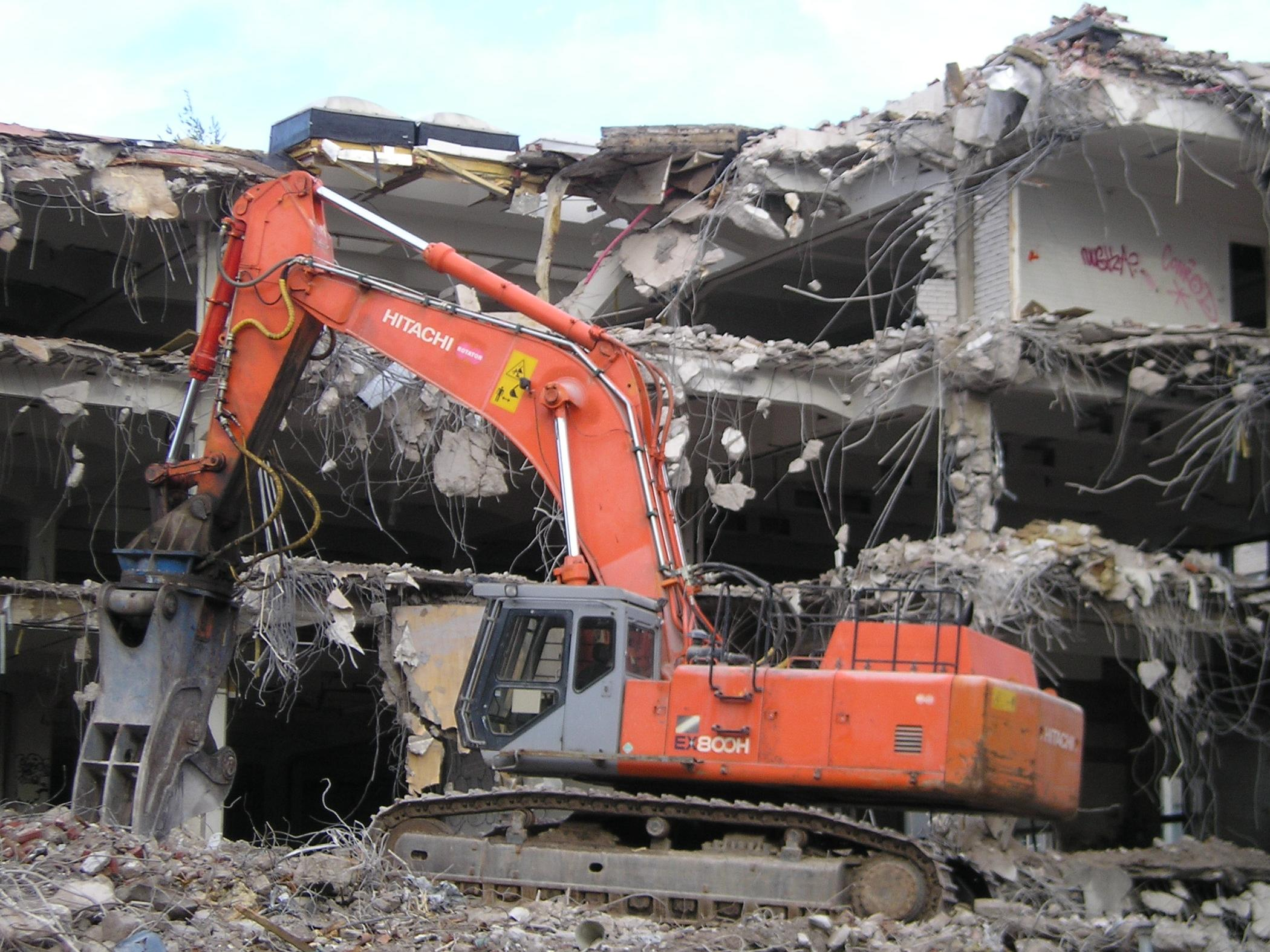
Destruction d'anciens bâtiments industriels à Vattuniemi en juillet 2007.

Lauttasaari a commencé à tourner le dos à son passé industriel dès les années 1970. Aujourd'hui, moins de 10 % des emplois de l'île sont pourvus par le secteur secondaire. De plus, l'industrie est très localisée géographiquement, dans la section sud-est de l'île et sur la petite île satellite de Koivusaari à l'extrémité ouest. L'industrie se limite aujourd'hui à une activité de réparation de bateaux de plaisance, à des sociétés et studios de production cinématographique (notamment Solar Films), à la société d'équipements électriques Hedtec (groupe Hedengren), une entreprise d'édition de logiciels et une petite implantation de Nokia.

### Des services dynamiques

#### Services publics
En 1998, d'après une étude réalisée par le département de la planification urbaine dépendant de la municipalité, Lauttasaari faisait partie des districts d'Helsinki proposant le plus mauvais choix de services de base. Le quartier faisait partie du dernier tiers d'un classement portant sur 33 territoires similaires.
Pourtant, les services publics sont de gros pourvoyeurs d'emplois. Le principal organisme parapublic basé sur l'île est Teosto, la société nationale de gestion des droits d'auteur. On y trouve aussi l'État-major des forces maritimes finlandaises. L'île compte ensuite les services publics de base présents dans tous les districts suffisamment peuplés : un centre de santé, deux bureaux de poste ainsi qu'un magasin sous enseigne Alko. On compte également neuf crèches, deux écoles primaires, dont l'une suédophone, mais aussi un collège et un lycée qui comptait 360 élèves en 2006.

#### Services marchands

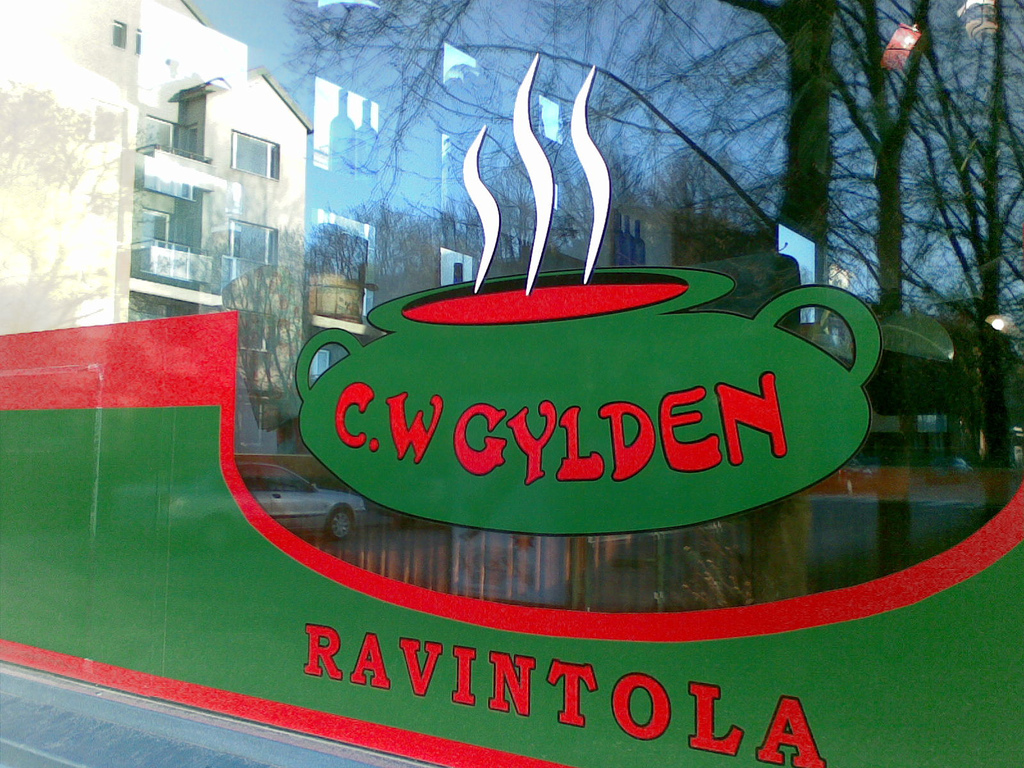
La vitrine d'un restaurant à Lauttasaari.

Plusieurs sièges sociaux de filiales étrangères comme d'entreprises finlandaises de second plan constituent une importante source d'emplois. On peut citer la filiale finlandaise de Warner Music ou encore de Red Bull ainsi que la principale compagnie finlandaise d'autobus Matkahuolto et le cabinet d'architectes Larkas & Laine, le troisième plus important du pays. Plusieurs entreprises de négoce (électronique, matériaux de construction) et de nombreux commerces sont présents avec en particulier dix magasins d'alimentation, 47 restaurants et cafétérias et enfin 97 autres commerces de détail. Un centre commercial pourrait être construit à Vattuniemi dans les prochaines décennies.

#### Tourisme

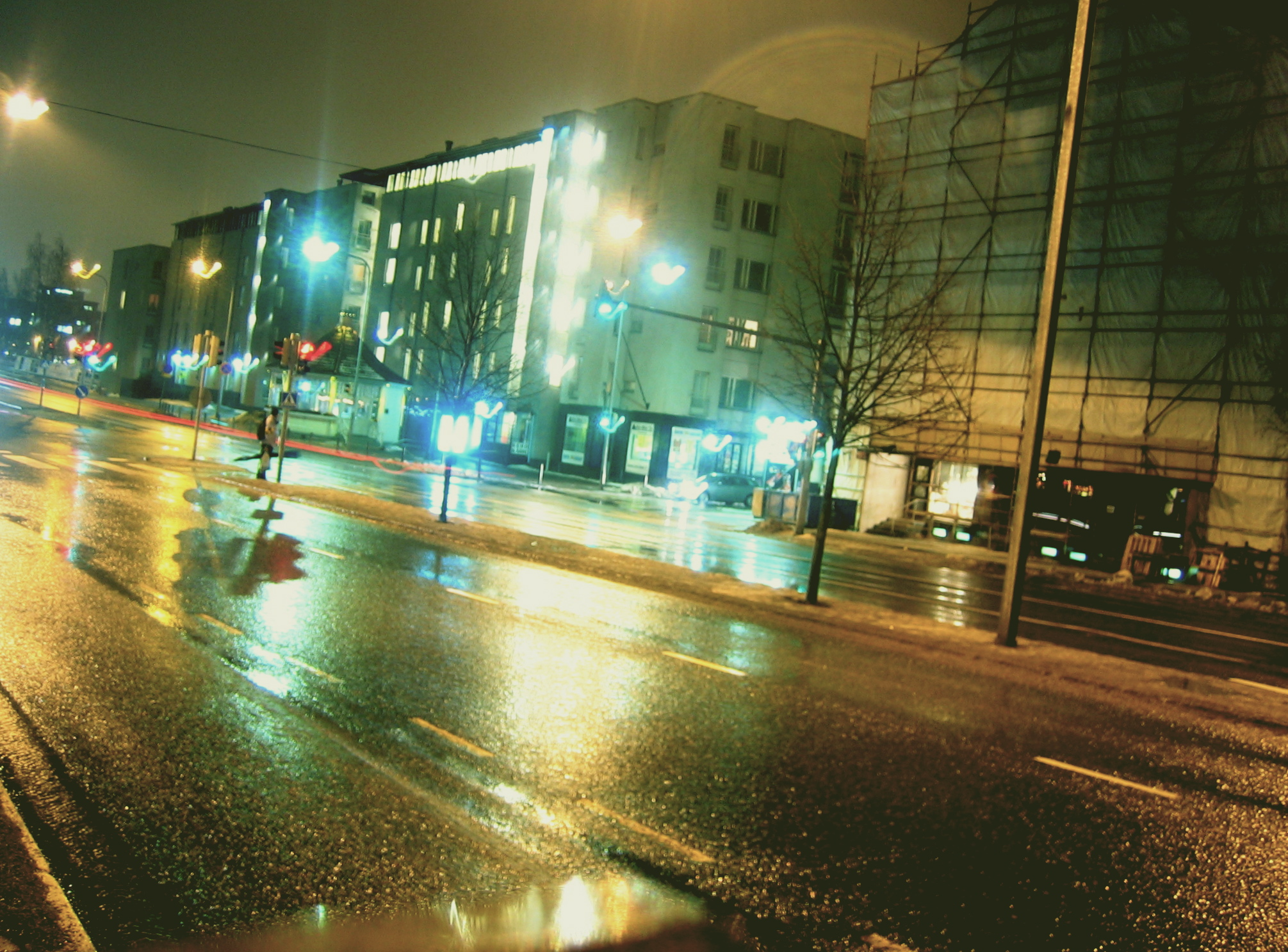
Des immeubles de Lauttasaari la nuit.

Le tourisme est également une source de revenus. Au milieu des années 1990, d'après le département des sports de la municipalité, Lauttasaari attirait 208 000 visiteurs par an, soit plus de vingt fois plus que l'île voisine de Lehtisaari.
L'un des événements touristiques les plus attractifs est le salon nautique organisé sur la côte orientale de l'île. Appelé Uiva Flytande, il s'agit du plus important du pays à présenter des embarcations à l'eau et non au sec. En 2007, soixante voiliers et 241 bateaux à moteur y sont présentés par un total de 136 exposants. D'après les organisateurs, soit la Fédération des industries marines finlandaises, l'édition précédente avait quant à elle attiré 18 973 visiteurs.
Parmi les monuments que l'on trouve sur l'île, on trouve un monument aux morts élevé en l'honneur des soldats tombés pendant le bombardement franco-anglais du milieu du XIXe siècle. Les restes de Josef Johan Israelinpoika, un tireur d'élite mort le 9 août 1855 durant une tentative de débarquement ennemie, y sont ensevelis.

## Politique et administration

### Organisation administrative
Lauttasaari est à la fois l'un des 54 quartiers et des 33 districts de la capitale finlandaise. Les deux correspondent à des niveaux d'organisation parallèles. Les quartiers sont utilisés par la municipalité pour les missions de planification et d'urbanisme, les districts étant l'unité pertinente pour la coordination des différents services publics, particulièrement la santé et l'éducation. En plus de cela, l'île est divisée en 7 secteurs sur les 356 que compte la municipalité (codes 3101 à 3107). Ils correspondent à la plus petite unité permettant la gestion de la population.
Les habitants du district de Lauttasaari sont répartis en fonction de leur lieu de résidence entre cinq bureaux de vote sur quatre sites différents portant le nom de Lauttasaari A, B, C, D et E (codes 31A à 31E). Les bureaux A et B (école de Lauttasaari près de Myllykallio) correspondent à la partie occidentale de l'île, C et D à la partie centrale et orientale et E à Vattuniemi.
Lors des élections législatives, les cinq bureaux sont rattachés à la circonscription d'Helsinki qui compte en tout 158 bureaux et envoie 21 députés au parlement.

### Sociologie politique

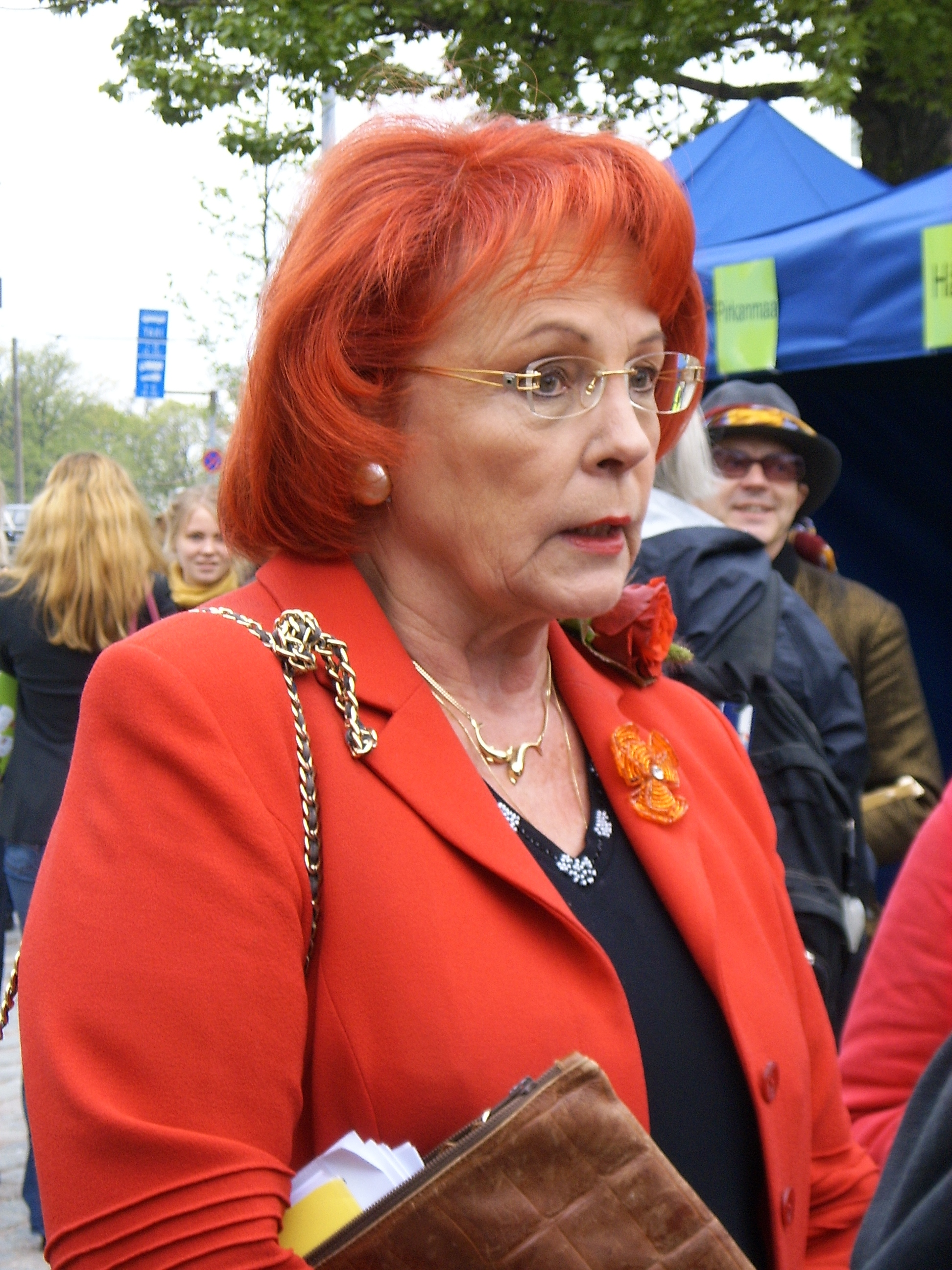
La députée Sirpa Asko-Seljavaara.

Historiquement, Lauttasaari comptait une importante population ouvrière, base traditionnelle de la SAK et des partis de gauche, en particulier du parti social démocrate. Le déclin de l'industrie a entraîné d'importants mouvements de population et un net changement de l'orientation politique du district.
| Parti                              | Lauttasaari | Lauttasaari | Helsinki | Finlande |
| Parti                              | Voix        | %           | %        | %        |
| ---------------------------------- | ----------- | ----------- | -------- | -------- |
| Parti du centre                    | 726         | 5,6         | 6,9      | 23,1     |
| Parti de la Coalition nationale    | 5 838       | 44,9        | 30       | 22,3     |
| Parti social-démocrate de Finlande | 1 498       | 11,5        | 21,3     | 21,4     |
| Alliance de gauche                 | 325         | 2,5         | 6,8      | 8,8      |
| Ligue verte                        | 2 277       | 17,5        | 20,1     | 8,5      |
| Chrétiens-démocrates               | 239         | 1,8         | 2,5      | 4,9      |
| Parti populaire suédois            | 1 722       | 13,3        | 6        | 4,6      |
| Vrais Finlandais                   | 200         | 1,5         | 2,9      | 4,1      |
| Parti communiste de Finlande       | 50          | 0,4         | 1,4      | 0,7      |
| Ligue des retraités de Finlande    | 32          | 0,2         | 0,7      | 0,6      |
| Parti libéral populaire            | 41          | 0,3         | 0,4      | 0,1      |

Lors des élections législatives de mars 2007, le Parti de la Coalition nationale (droite) l'a emporté largement dans les cinq bureaux, raflant 45 % des voix, le double de son score national et moitié plus que son score dans la municipalité d'Helsinki. À l'inverse, le Parti social-démocrate y a réalisé un de ses pires scores nationaux, tout comme le Parti du centre du premier ministre Matti Vanhanen, défenseur de la ruralité et traditionnellement faible à Helsinki. À contre-courant des résultats nationaux, le deuxième parti de l'île est la Ligue verte, un parti qui réalise ses meilleurs scores dans les grandes villes, le troisième étant le petit parti populaire suédois qui trouve ses électeurs dans la forte minorité suédophone de l'île. La participation, légèrement supérieure à 80 %, était une des plus élevées du pays pour cette élection. Elle était dans le même temps de 71,1 % à Helsinki et 67,9 % en moyenne dans le pays.
Les différences entre les bureaux sont peu marquées. Seul le bureau de Lauttasaari E (Vattuniemi), là où furent réalisés les importants programmes de construction du début des années 2000, voit le parti de la Coalition nationale réaliser son meilleur score de toute l'île (51,2 %, contre 41,7 % à 45,3 % dans les autres bureaux).
Les résultats de l'élection présidentielle de 2006, bien que moins explicitement révélateurs du soutien des principaux partis, confirment cette tendance à une domination du parti de la Coalition nationale. Avec une participation de 84 % (moyenne nationale 73,9 %), le premier tour voit le conservateur Sauli Niinistö y réaliser un score 49 % et même 52 % à Lauttasaari E (contre 32,5 % à Helsinki, 24,1 % dans tout le pays). Le premier ministre Matti Vanhanen ne reçoit que 6 % des voix, moins que son score dans toute la ville (6,8 %) et très loin de son score national (18,6 %). Le second tour voit la sociale-démocrate Tarja Halonen l'emporter dans le pays avec 51,8 % des voix et même 53,3 % à Helsinki, sa ville d'origine. À Lauttasaari, qui connaît une participation record de presque 87 % (moyenne nationale 77,2 %), Sauli Niinistö reçoit 66 % des voix, deux fois plus que sa rivale.
Les résultats des élections municipales de 2004 sont très similaires aux résultats des législatives avec un parti de la Coalition nationale qui y a remporté 43 % des voix devant la Ligue verte à 18 %, le parti libéral-suédophone à 17,5 % et les sociaux-démocrates à 12,5 %.

### Personnalités politiques
Deux personnalités politiques d'envergure nationale résident et sont fortement implantées politiquement sur l'île. La première est Zahra Abdulla, conseillère municipale écologiste de la capitale finlandaise. C'est la représentante la plus connue de la communauté somalienne de Finlande. La seconde, Sirpa Asko-Seljavaara, est députée à l'Eduskunta depuis 2003 et effectue actuellement son second mandat. Elle représente le Parti de la Coalition nationale (conservateur).

## Annexes

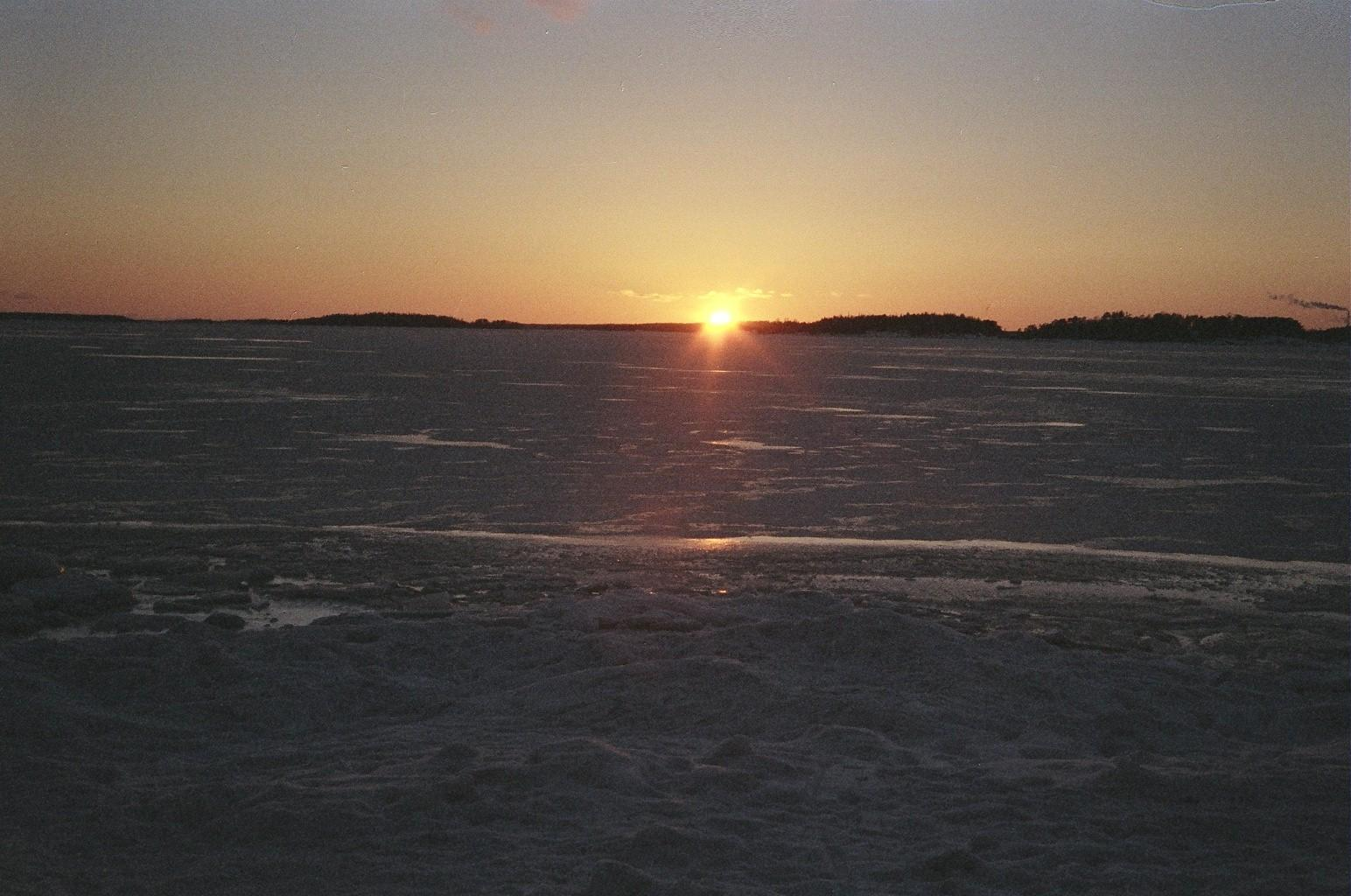
Coucher de soleil hivernal sur les îles de Käärmesaari et Käärmeluodot depuis Särkiniemi.

### Source
- (en) National Land Survey of Finland - Carte de Lauttasaari